# Panthère nébuleuse
Neofelis nebulosa · Panthère longibande
Vous lisez un « article de qualité » labellisé en 2013.
Pour les articles homonymes, voir Panthère.
Espèce
Synonymes
- Felis macrocelis Tickell, 1843
- Felis macroselloides Hodgson, 1853
- Felis melli Matschie, 1922
- Felis nebulosa Griffith, 1821 (protonyme)
- Leopardus brachyurus Swinhoe, 1862

Statut de conservation UICN

 VU A2cd+3cd : Vulnérable
Statut CITES
La Panthère nébuleuse (Neofelis nebulosa) ou Panthère longibande d'Indochine ou Léopard nébuleux est une espèce de félins de taille moyenne, avec des pattes courtes et une très longue queue. Le pelage est fauve distinctement marqué de larges taches rectangulaires aux rebords sombres évoquant des nuages, ce qui est à l'origine de son nom. Il s'agit du félin actuel qui a les canines les plus longues proportionnellement à sa taille.
La Panthère nébuleuse est difficile à observer dans la nature en raison de son caractère discret. Elle est réputée pour ses talents arboricoles, cependant elle se déplace essentiellement au sol, et utilise les arbres pour se mettre à l'abri des prédateurs comme le tigre et le léopard. Territoriale et solitaire, elle chasse des proies tant nocturnes que diurnes, dont la taille varie de celle de l'écureuil des palmiers (Menetes berdmorei) au Cerf cochon (Axis porcinus).
L'aire de répartition s'étend dans toute l'Asie du Sud-Est du Népal jusqu'à la Chine. Son habitat de prédilection est la forêt primaire tropicale humide, bien qu'elle puisse s'accommoder d'autres biotopes. La Panthère nébuleuse est placée en annexe I de la CITES et est protégée par les législations nationales de la quasi-totalité des pays où elle vit. Toutefois, la déforestation et le braconnage sont des menaces sérieuses pour l'avenir de l'espèce, et l'Union internationale pour la conservation de la nature estime que ce félin est « vulnérable ». Par ailleurs, c'est un félin rare dans les espaces zoologiques, la formation de couples reproducteurs est difficile et rend l'élevage conservatoire délicat.
Les caractéristiques morphologiques et comportementales de la Panthère nébuleuse sont à mi-chemin entre celles des grands félins (Pantherinae) et des petits félins (Felinae). En conséquence, son classement taxonomique a été fortement débattu. En 2006, des analyses génétiques et morphologiques ont conduit à la création d'une nouvelle espèce : Neofelis diardi. La Panthère nébuleuse de Taïwan (Neofelis nebulosa brachyura) est probablement une sous-espèce invalide, ce qui ouvre des possibilités de réintroduction à Taïwan.
La Panthère nébuleuse est un félin important dans le folklore des aborigènes de Taïwan. Elle est également assez présente en philatélie.

## Dénomination
Le nom binomial de la Panthère nébuleuse est Neofelis nebulosa. Le terme Neofelis est formé à partir de l'adjectif grec νέος signifiant « nouveau » et du nom latin feles ou felis désignant un petit animal carnivore et en particulier le chat. Les noms Felis nebulosa, Felis melli, Felis macrocelis ou Felis macroselloides ont pu être utilisés par le passé pour désigner Neofelis nebulosa.
En français, les noms vernaculaires de Neofelis nebulosa sont Panthère nébuleuse ou Panthère longibande,. Le terme « longibande » rappelle que le pelage de ce félin porte de « longues bandes ». Celui de « nébuleuse », par analogie avec les nébuleuses, rappelle que les taches ont la forme de nuages, comme le nom vernaculaire anglais, clouded leopard, littéralement « léopard nuageux ». Pour les autres langues européennes, le nom vernaculaire allemand est nebelparder (littéralement « panthère de brouillard ») et en espagnol pantera longibanda et pantera nebulosa.
Dans les langues locales, la Panthère nébuleuse est appelée 雲豹 (yún bǎo, littéralement nuages - panthère) en chinois, lamchita et gecho bagh en bengali, เสือลายเมฆ (seua laay mek) en thaï et thit kyoung et thit-tet kya en birman. En khmer, le nom est klaa-pɔpɔɔk (ខ្លាពពក), qui signifie également grand félin - nuages. En Chine, le surnom de « Léopard menthe » est parfois utilisé en référence à la forme des taches du pelage rappelant des feuilles de menthe. En Indonésie, elle est appelée Arimau dahan en langue minangkabau, ce qui signifie littéralement « félin des branches ». De manière analogue, le terme birman thit-tet kya signifie « léopard des arbres ».

## Description

### Biométrie

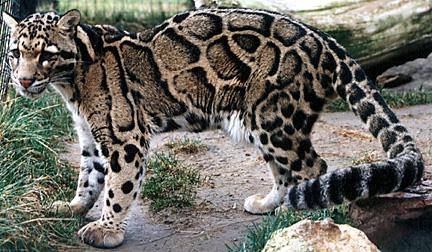
La Panthère nébuleuse est un félin aux pattes courtes et robustes avec une longue queue représentant presque la moitié de sa longueur totale.

La Panthère nébuleuse mesure de 50  à   60 cm au garrot, la longueur du corps varie de 75  à   105 cm. La queue est très longue : elle mesure de 79  à   90 cm de long et représente donc quasiment la moitié de la longueur totale de l'animal. La Panthère nébuleuse de Taïwan (Neofelis nebulosa brachyura), sous-espèce désormais disparue, aurait eu pour particularité d'avoir une queue moins longue (55  à   60 cm). Ce félin pèse de 18  à   23 kilogrammes, à la croisée des petits et des grands félins. Le dimorphisme sexuel est peu marqué, les femelles étant légèrement plus petites que les mâles.
Les pattes sont robustes et courtes en comparaison des autres félins ; les postérieures sont plus longues que les antérieures. Les pieds sont larges, avec des jointures de chevilles très souples et des coussinets durs. Les oreilles sont arrondies et courtes, le revers est noir avec une tache blanchâtre au centre. Les yeux sont généralement de couleur jaune-marron à gris vert, la pupille se contracte en une raie verticale.

### Robe

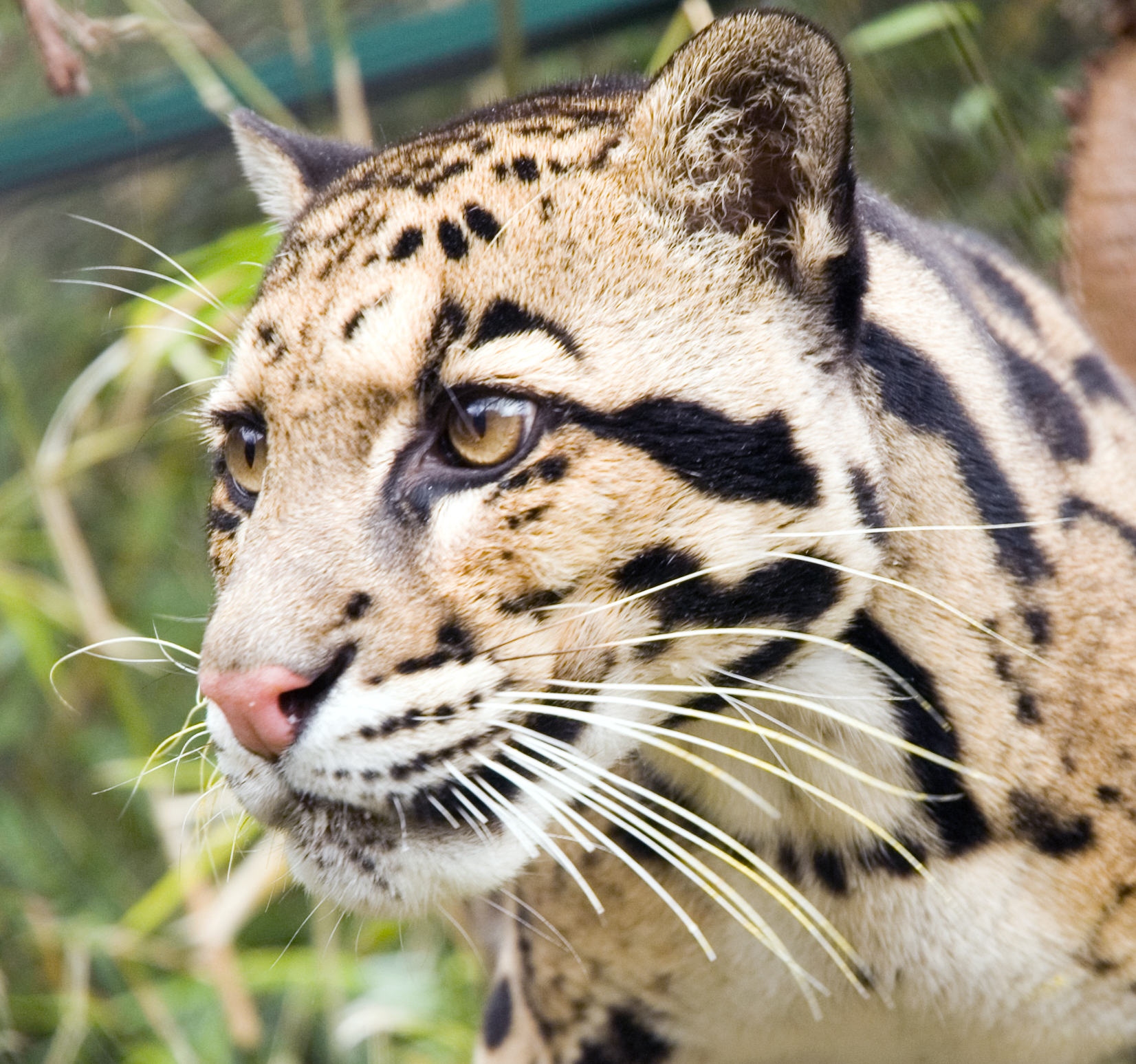
Détail des marques faciales et des rayures dans le cou. Ici, au zoo de Houston.

La robe de la Panthère nébuleuse est marquée de larges taches de couleur plus sombre que le fond uni, de forme elliptique à rectangulaire et bordées sur l'arrière d'une ligne noire épaisse. Des petits points noirs peuvent éventuellement se trouver à l'intérieur des taches. Les marques sur les épaules sont de la largeur du flanc. Une double rayure partielle parcourt la colonne vertébrale. Le fond uni de la robe est dans les tons fauve clair.
Le museau est de couleur blanche, la face intérieure des membres et le ventre sont couleur crème. De petites taches noires unies marquent le front et les joues. Le nez est rose, avec parfois de petites taches noires. Les pattes et le ventre sont tachetés de marques oblongues entièrement noires. Deux barres noires horizontales courent sur la nuque. À l'extrémité de la queue, les taches se muent en rayures noires épaisses. Les marques des jeunes sont pleines sur les flancs et deviennent « nébuleuses » vers l'âge de six mois. La disposition des taches est unique à chaque individu.

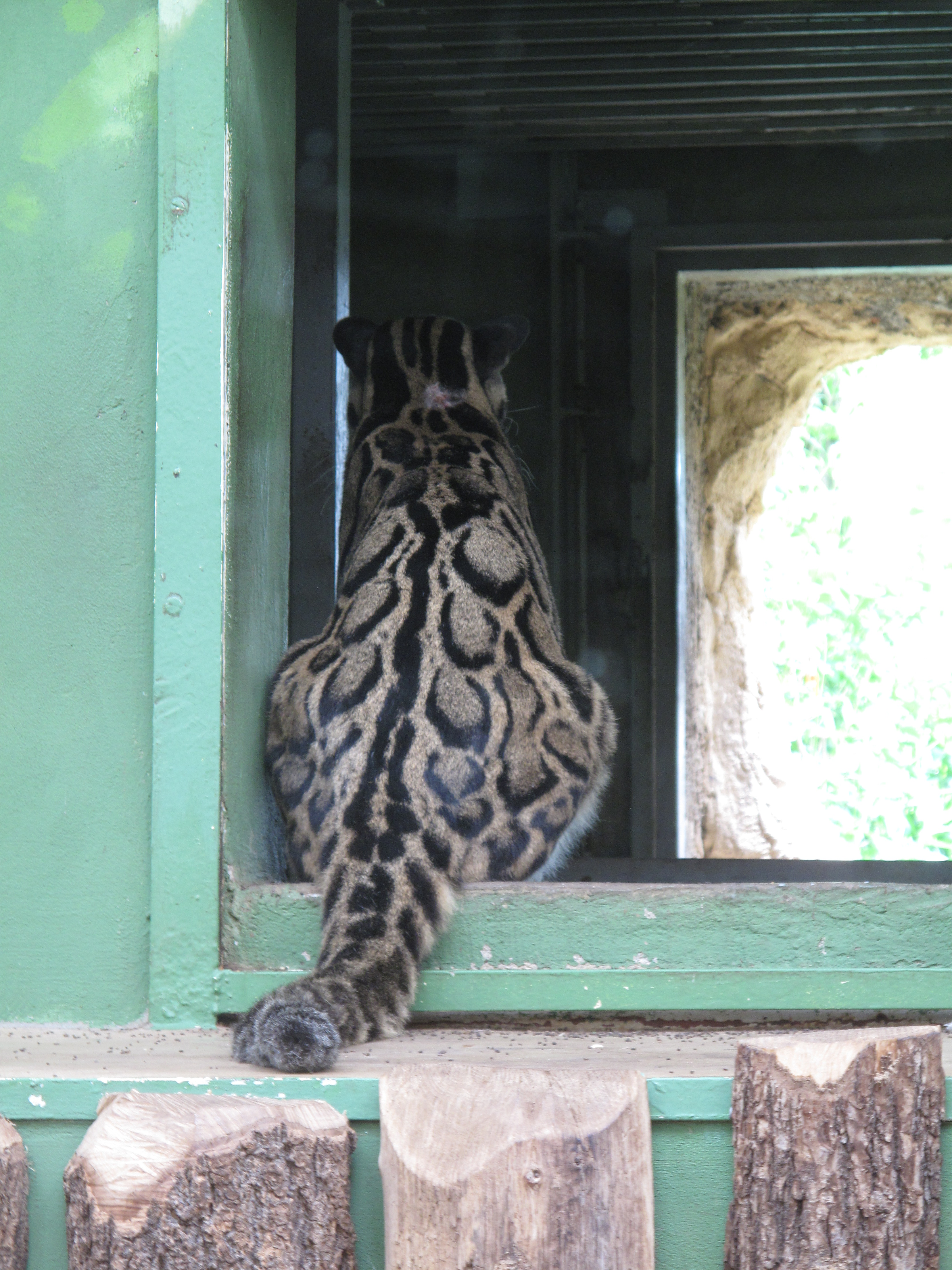
Une double rayure partielle parcourt le dos de la Panthère nébuleuse. Ici, au zoo de Prague.
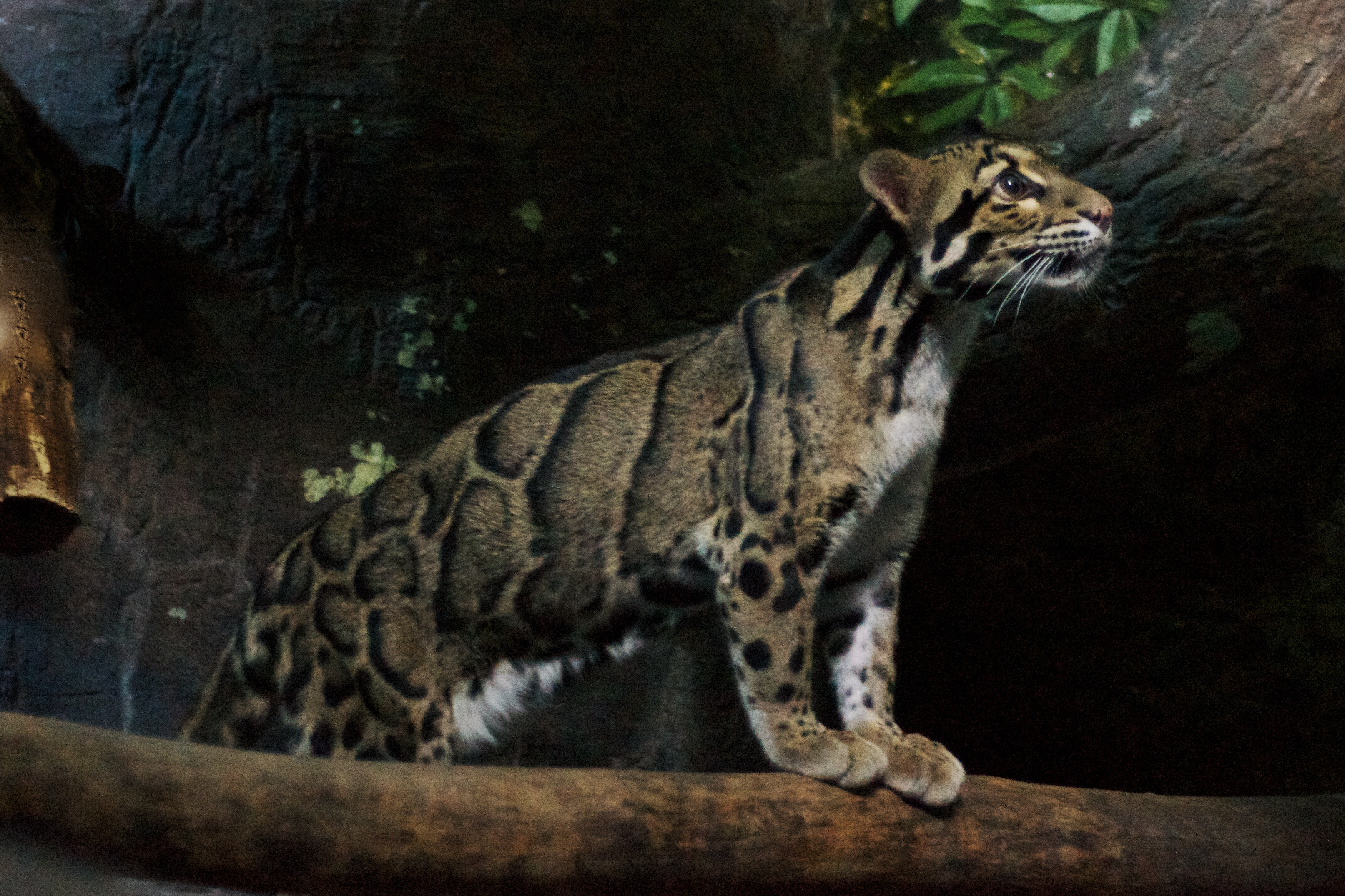
Les taches sur les épaules sont de la largeur du flanc. Ici, au zoo de Cincinnati.
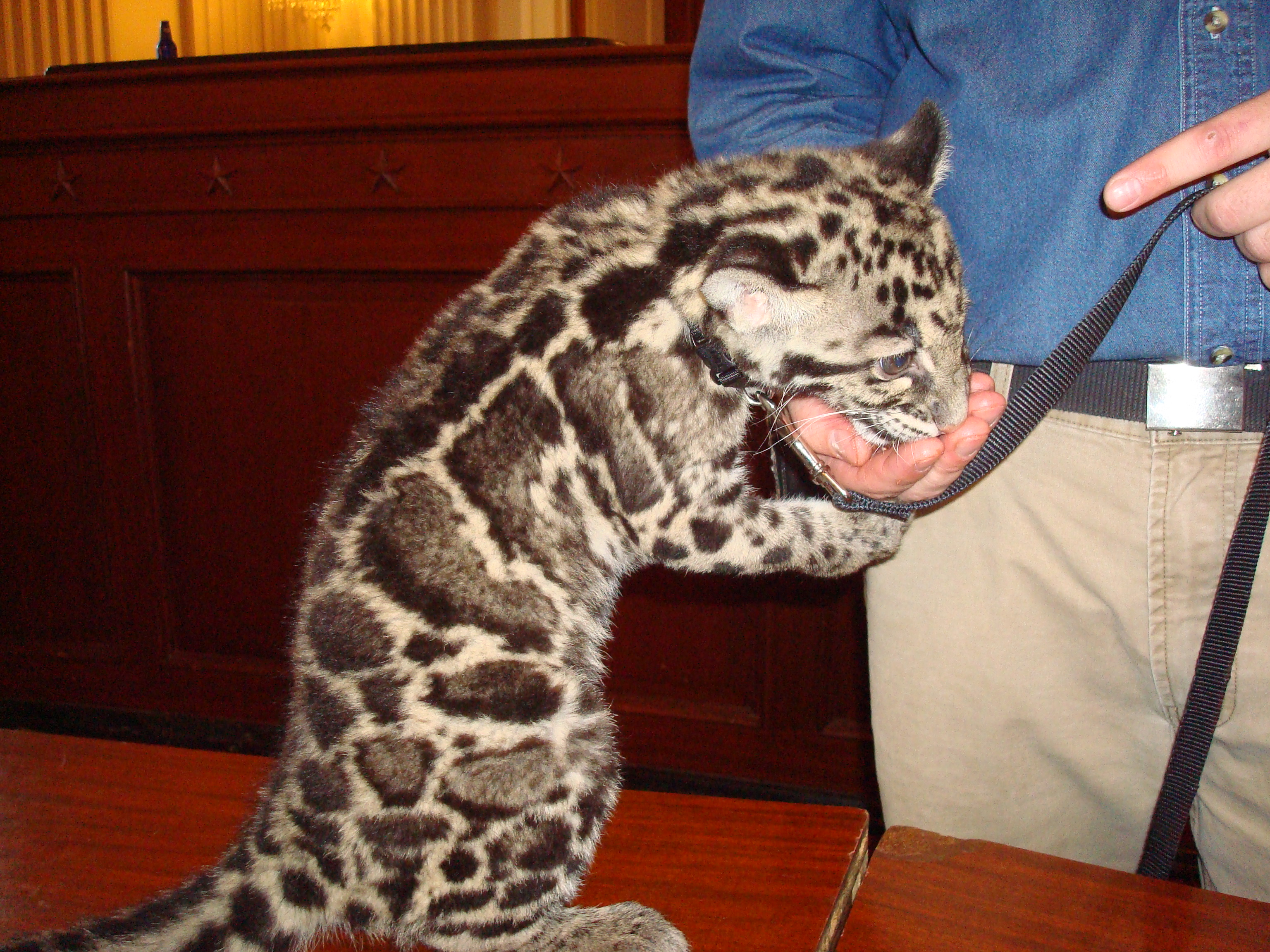
Les marques sont noires à la naissance puis s'éclaircissent à partir de six mois.

### Crâne

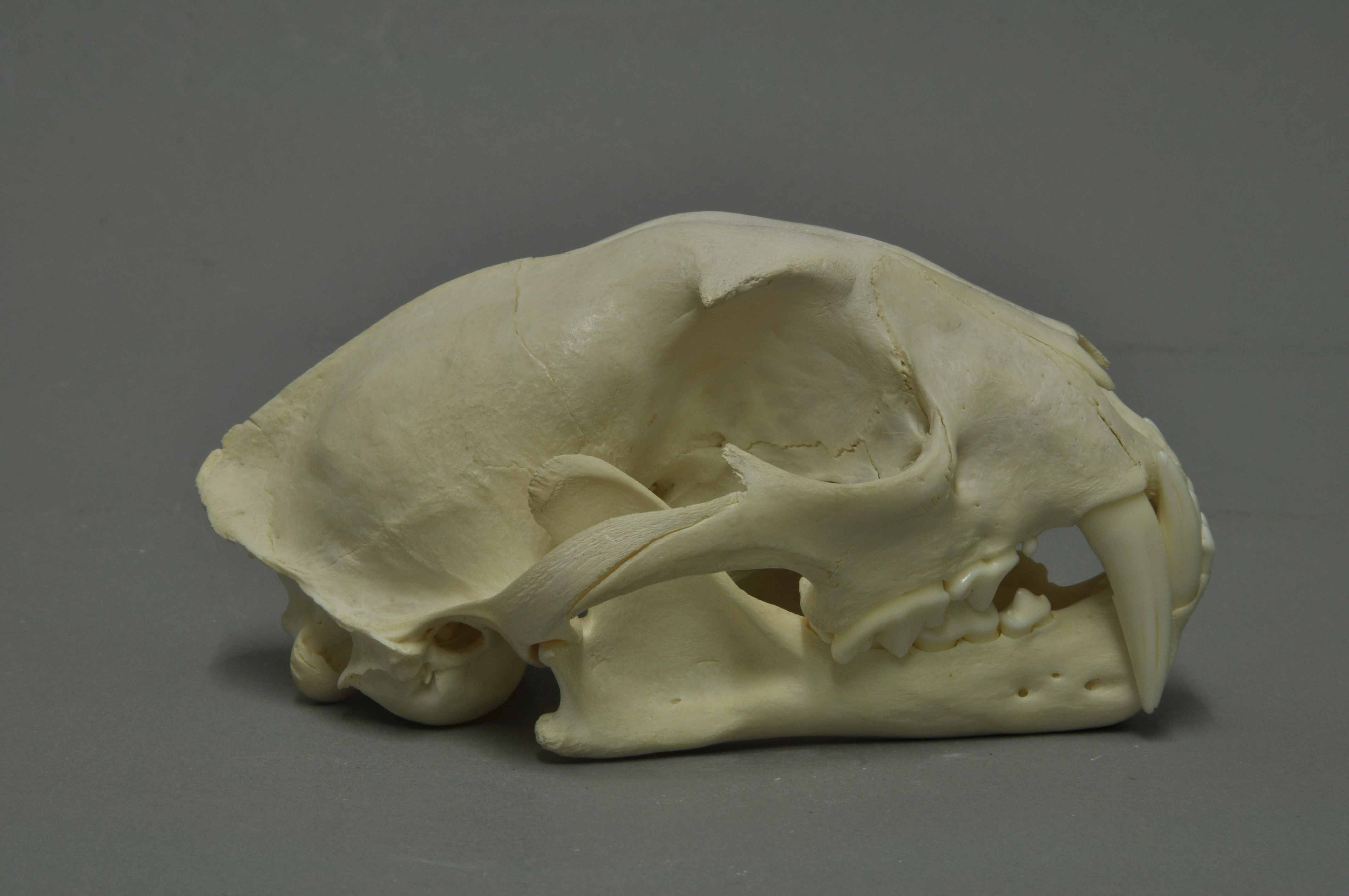
Crâne d'une Panthère nébuleuse au musée de Wiesbaden.

La Panthère nébuleuse est le félin dont les canines sont de nos jours les plus longues proportionnellement à sa taille : elles peuvent atteindre 3,8  à   4,5 cm de long. Afin de laisser la place aux canines, le diastème entre les canines et les molaires est large ; de plus, la première prémolaire est souvent absente de la denture ou de taille réduite. L'ouverture de la mâchoire atteint 100°,. En raison de la longueur des canines et des adaptations morphologiques associées, la Panthère nébuleuse est souvent comparée au Tigre à dents de sabre, bien qu'elle n'y soit absolument pas apparentée.
Le crâne est plus allongé et étroit que celui des autres petits félins, avec une crête sagittale bien développée pour supporter les muscles des mâchoires. La forme du crâne et des canines est similaire aux Panthera, mais la taille est trop petite pour y correspondre. L'os hyoïde est complètement ossifié,.

### Confusion avec d'autres félins
Neofelis diardi, qui a longtemps été considérée comme une sous-espèce de la Panthère nébuleuse, possède une apparence très semblable. Cependant, ce félin a des marques plus petites et plus nombreuses, rappelant les rosettes. Le fond de la robe est jaune-gris à gris et la double rayure dorsale est entière. Il ne se rencontre que sur les îles de Bornéo et de Sumatra, et ne partage donc pas l'aire de répartition de la Panthère nébuleuse.
Le Chat marbré (Pardofelis marmorata) peut être facilement confondu avec la Panthère nébuleuse. Ce félin partage la même aire de répartition, a un pelage similaire et présente les mêmes proportions morphologiques (pattes courtes, queue représentant la moitié de la longueur totale). Il est cependant beaucoup plus petit puisqu'il ne pèse que quatre à huit kilos.

## Comportement

### Une nature discrète et crépusculaire

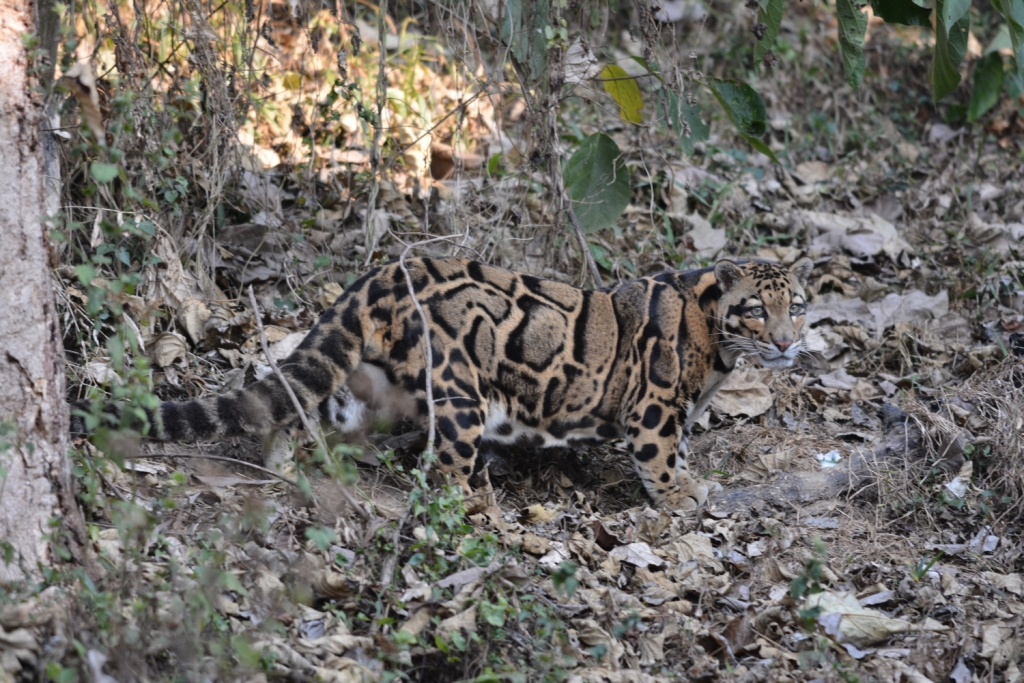
La robe de la Panthère nébuleuse est un excellent camouflage en forêt.

La Panthère nébuleuse est très discrète malgré sa taille. En 1989, quatre Panthères nébuleuses ont été observées au Népal : il s'agissait de la première observation depuis 1863. Cette discrétion en fait un sujet de recherche difficile dans la nature. Lors d'une étude sur les carnivores sympatriques du parc national de Khao Yai, seules deux Panthères nébuleuses ont pu être capturées en quinze mois, alors que les données des pièges photographiques indiquaient leur présence : ce félin a donc une méfiance naturelle envers les pièges. Les rares données scientifiques proviennent d'observations anecdotiques dans la nature et surtout de l'étude des sujets captifs.
D'abord considérée comme strictement nocturne, les premières études réalisées en Thaïlande montrent que si l'activité est plus importante la nuit que le jour, le pic se situe à l'aube et au crépuscule. Les périodes de moindre activité se situent en milieu de journée et la nuit (entre 11 h et 14 h et entre 2 h et 5 h).

### Un félin arboricole?

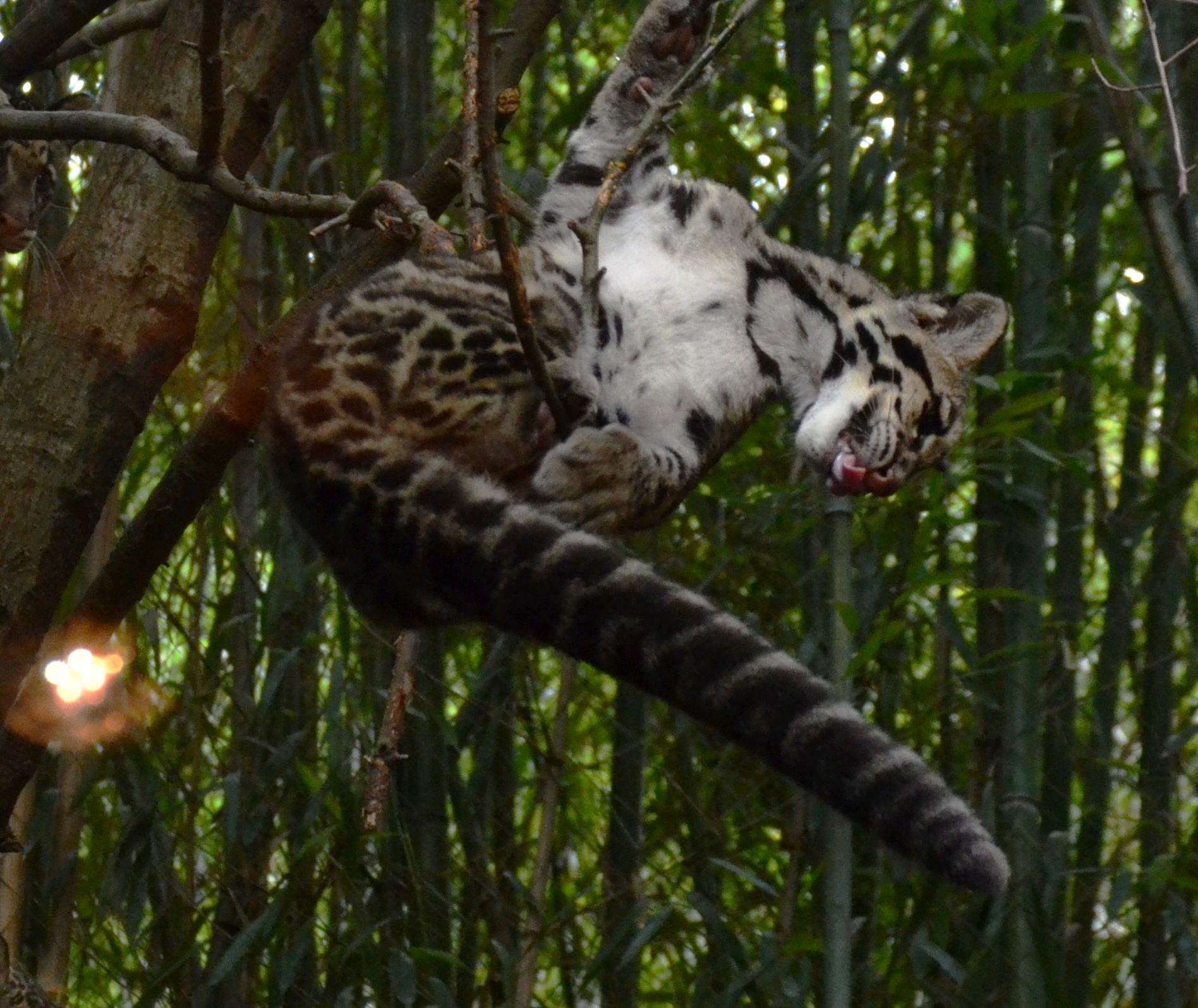
La longue queue est un balancier efficace.

La Panthère nébuleuse est un animal très habile dans les arbres. Sa longue queue qui sert de balancier, ses pattes courtes et ses larges pieds qui lui confèrent un centre de gravité très bas ainsi que sa puissance musculaire et la souplesse de ses articulations en font un animal extrêmement habile dans les arbres. La Panthère nébuleuse peut bondir de branches en branches, descendre un tronc la tête en bas ou se suspendre sur une branche avec ses pattes postérieures. Parmi les félins, seul le Margay (Leopardus weidi) en Amérique du Sud a des capacités de grimpeur similaires.
Ces capacités pour l'escalade ont dans un premier temps conduit à l'hypothèse que la Panthère nébuleuse était arboricole. Cependant les observations réalisées dans la nature ont montré qu'elle est plus souvent au sol que dans les arbres. Par exemple, en 1987, un subadulte, capturé dans un poulailler au Népal puis relâché dans le parc national de Chitawan après avoir été muni d'un collier émetteur, se déplaçait systématiquement au sol et se reposait dans les denses prairies d'un lit de rivière. De même, une étude réalisée à la fin des années 1990 montre que la distance moyenne parcourue par ce félin est supérieure à un kilomètre par jour, ce qui serait difficile pour des déplacements uniquement arboricoles.
L'utilisation des aptitudes arboricoles pour trouver un refuge ou de la nourriture est sans doute influencée par les prédateurs et les proies présentes sur le territoire. Par exemple, en présence du tigre ou du léopard, la Panthère nébuleuse adopte une stratégie d'évitement en ayant un comportement plus arboricole et plus nocturne.

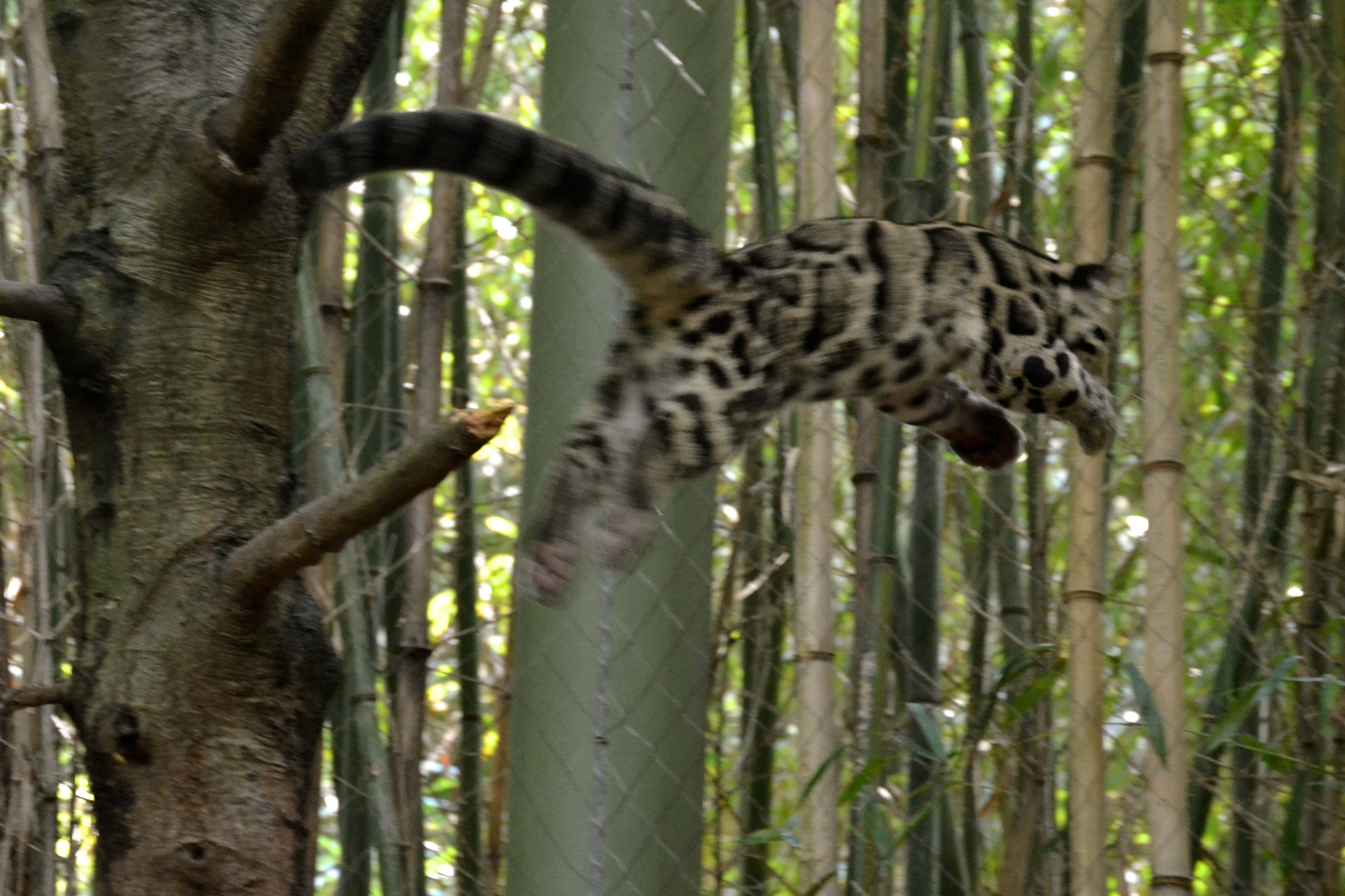
Saut depuis une branche.
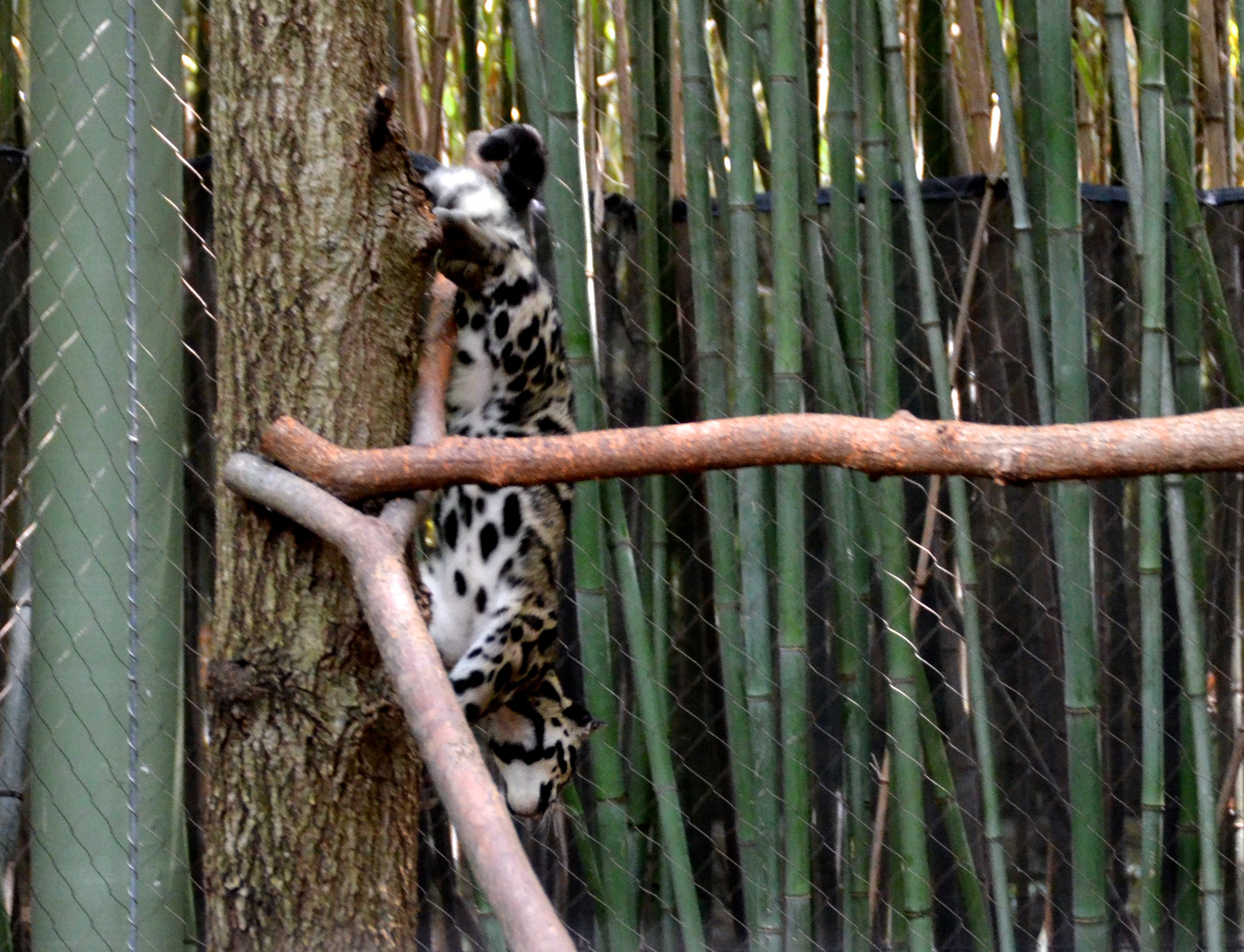
Descente la tête la première.

### Alimentation

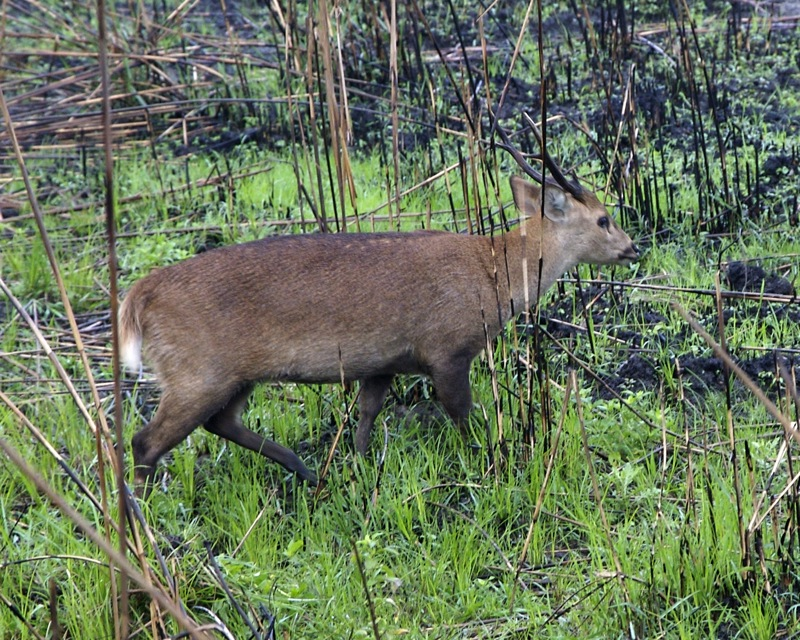
Un Cerf cochon (Axis porcinus) dans l'Assam, en Inde.

La Panthère nébuleuse pratique autant la chasse au sol que l'embuscade depuis les arbres. Elle peut s'élancer du haut d'une branche directement sur sa proie terrestre, poursuivre ses proies dans les arbres ou tout simplement les débusquer. En raison de la longueur inhabituelle des canines, on pensait que ce félin se nourrissait de grands ongulés, mais des études ont montré que son régime alimentaire est essentiellement composé de rongeurs, de singes, d'oiseaux, de pangolins, d'écureuils terrestres et de cerfs cochons.
En Thaïlande, des preuves de prédation ont été rapportées sur des proies tant nocturnes que diurnes telles que le Macaque à queue de cochon (Macaca nemestrina), le Pangolin de Malaisie (Manis javanica), l'Athérure malais (Atherurus macrourus), l'Écureuil des palmiers (Menetes berdmorei), le Loris paresseux (Nycticebus coucang) et le Cerf cochon (Axis porcinus). En Inde, le félin s'attaque à des mammifères de la taille d'un petit daim, ainsi qu'à des oiseaux et au petit bétail comme le cochon, la chèvre, le veau et les volailles. La Panthère nébuleuse peut chasser, en couple, les porcs-épics, afin de harceler le dangereux animal et de le retourner sur le dos plus facilement.
En général, la Panthère nébuleuse assomme sa proie d'un coup de patte avant de l'achever d'une morsure dans le cou. En Thaïlande, un Cerf cochon tué par une Panthère nébuleuse présentait une marque de morsure au-dessus des épaules à travers la colonne vertébrale. En captivité, la proie est plumée ou dépecée à grands coups de langue avant d'être mangée. La Panthère nébuleuse mange comme un grand félin : elle arrache les morceaux de viande en les prenant en ciseaux entre les incisives et les canines, puis redresse la tête pour avaler.

### Territorialité

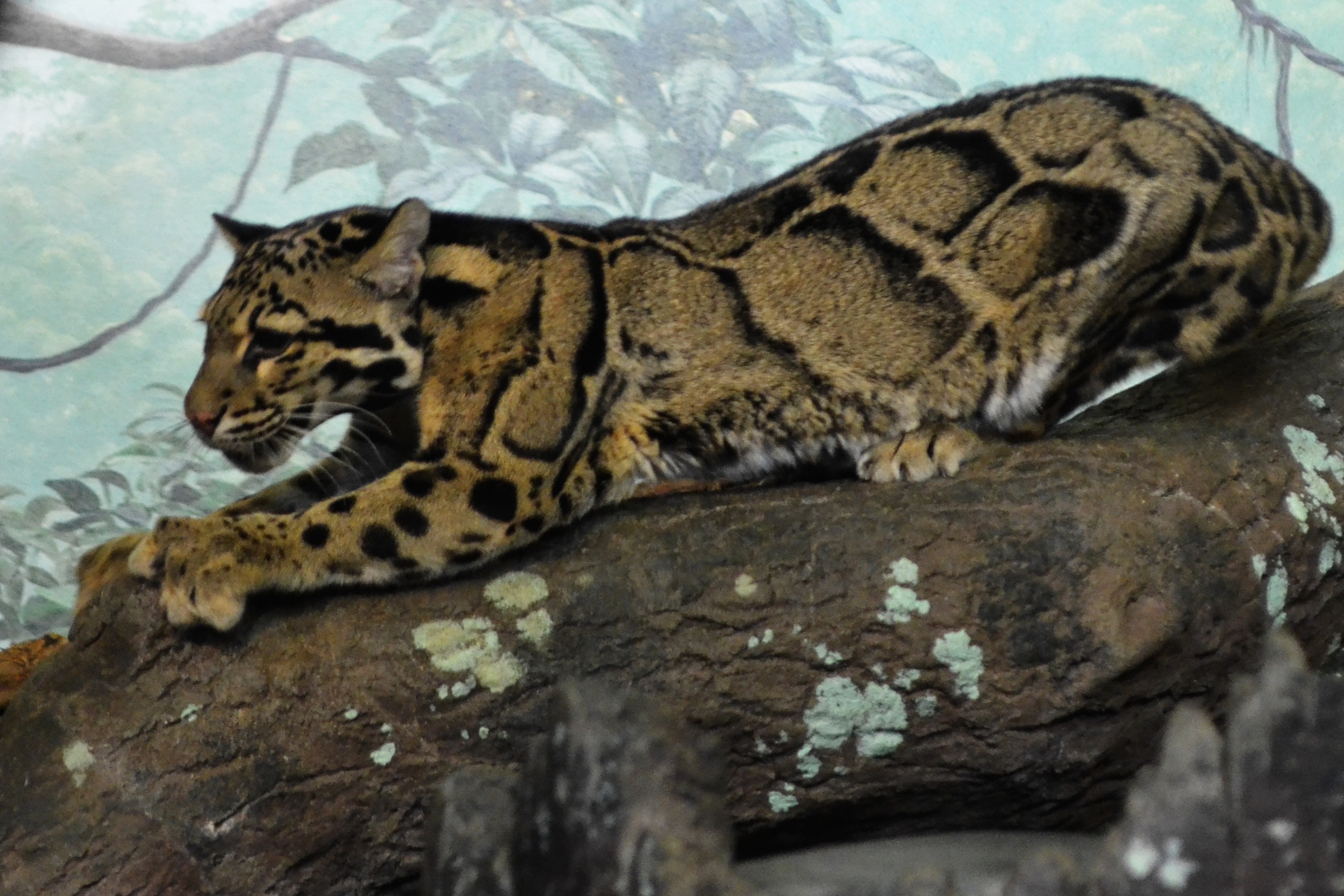
Griffer les arbres permet de marquer visuellement le territoire.

Sa structure sociale est territoriale et solitaire. Dans la nature, quelques observations de paires chassant ou se déplaçant ensemble ont été rapportées et il est probable que la Panthère nébuleuse reste en couple quelque temps durant la saison de reproduction,.
Deux suivis avec des colliers émetteurs réalisés en Thaïlande, l'un dans le sanctuaire de faune de Phu Khieo et l'autre dans le parc national de Khao Yai, ont permis de recueillir des données sur la territorialité et l'activité de ce félin. La Panthère nébuleuse adopte le schéma organisationnel typique des félins, le territoire du mâle recouvrant celui d'une à plusieurs femelles. Dans le parc de Phu Khieo, deux territoires de mâles se recoupaient à 39 % : cet important recouvrement pourrait être un signe d'une forte tolérance sociale ou peut-être le résultat d'un habitat très contraignant nécessitant quelques concessions territoriales.
En Thaïlande, le territoire couvre une superficie moyenne de 30  à   40 km2 avec un cœur de 3  à   5 km2 où l'activité est plus intense. La taille du territoire est équivalente entre les mâles et les femelles. La distance parcourue par ces félins est en moyenne de 2  à   4 km chaque jour, avec des variations régionales probablement liées à la disponibilité des proies. Le territoire de la Panthère nébuleuse est beaucoup plus grand que celui des herbivores de taille similaire où elle réside, ce qui en fait un bon indicateur de biodiversité. En Thaïlande, le territoire de la Panthère nébuleuse est plus grand que celui du léopard.
Comme l'ensemble des félins, le territoire est régulièrement délimité par des marques olfactives. Chez la Panthère nébuleuse, les marques sont déposées par les deux sexes en frottant la tête contre des points de repères. Le mâle frotte également ses joues et dépose des jets d'urine. Un autre comportement de marquage du territoire observé chez le mâle comme chez la femelle est la mise en place d'un repère visuel et olfactif en grattant le sol alternativement avec les pattes postérieures. Un monticule de terre finit par se former devant les traces de griffures. La Panthère nébuleuse met en place des repères visuels en griffant les troncs d'arbres

### Vocalisations
En Thaïlande, la Panthère nébuleuse crierait sur un site élevé appelé la « colline du tigre ». Le système de vocalisation principal est le miaulement. Le cri de la Panthère nébuleuse ressemble à celui d'une tigresse en chaleur : c'est une plainte hululante durant d'une à cinq secondes. Elle peut être accompagnée de grognements rappelant le rugissement du tigre, bien que moins puissants. L'utilité de cette vocalisation à longue distance est encore mal connue : elle sert soit à appeler un congénère lors de la période de reproduction, soit à prévenir que le territoire est occupé, soit les deux.
La femelle appelle ses petits avec une vocalisation ressemblant à l'onomatopée « ma-ma » et les petits y répondent par un « me-me » moins sonore. La Panthère nébuleuse fait partie des cinq félins émettant le prusten. Cette vocalisation de courte durée (moins d'une seconde) a une sonorité similaire à l'ébrouement ou au renâclement du cheval et est utilisée pour des contacts amicaux à courte distance,.
En situation d'attaque ou de défense, la Panthère nébuleuse peut siffler, cracher, grogner et gronder. Elle n'est pas capable de rugir. L'aptitude au ronronnement est toujours indéterminée.

### Cycle de vie

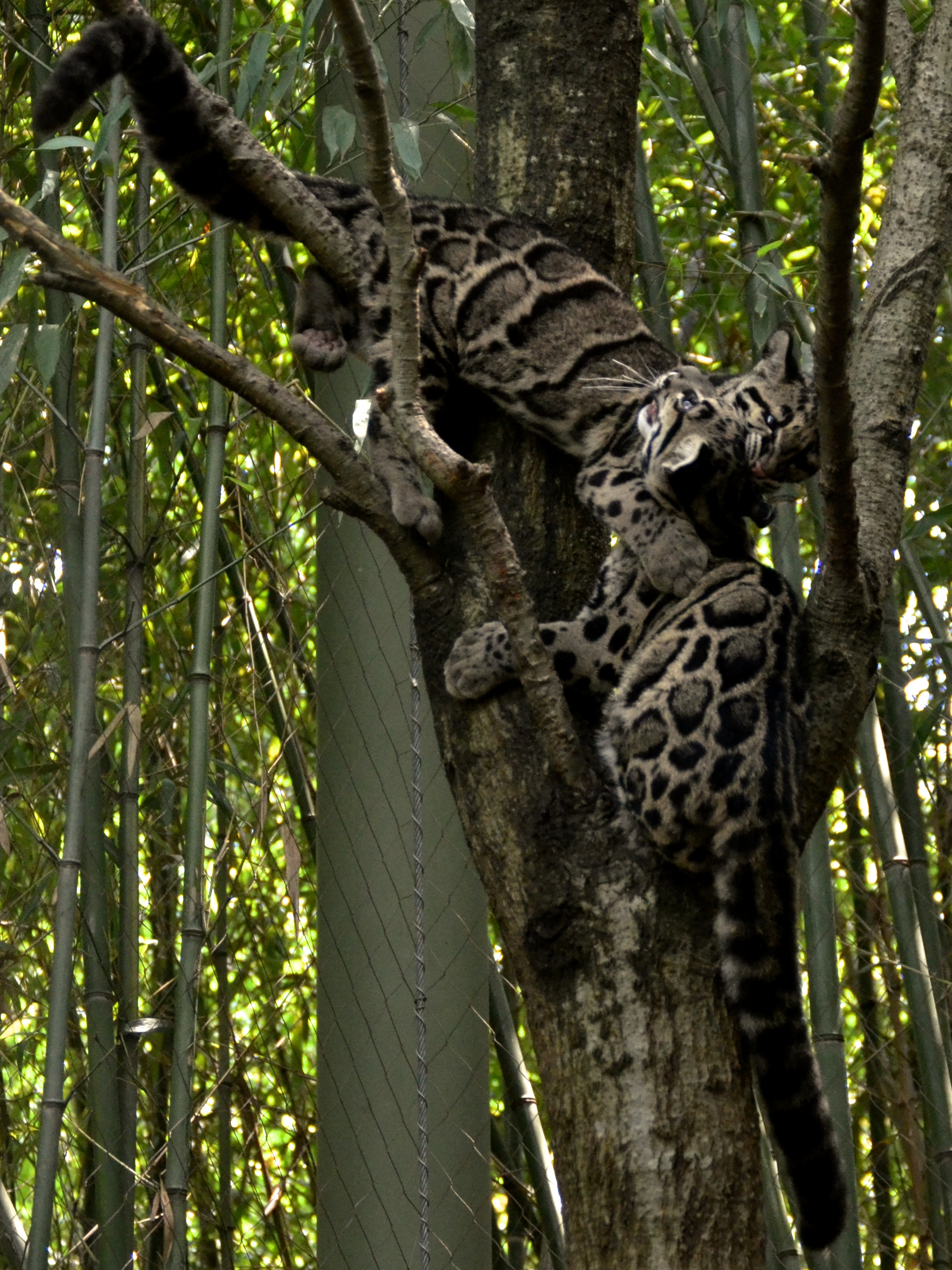
Deux jeunes jouent dans un arbre au zoo de Nashville.

La vie crépusculaire de ce félin rend son observation délicate et les informations sur la biologie reproductive proviennent de spécimens détenus en captivité. Les accouplements peuvent avoir lieu toute l'année, même si un pic d'activité est observé de décembre à mars en captivité. La Panthère nébuleuse vivant en zone tropicale, il est probable qu'il n'y ait aucune saison de reproduction dans la nature.
Comme tous les félins, la copulation est rapide (de 15  à   63 secondes, 25 secondes en moyenne) mais fréquente lorsque la femelle est réceptive, jusqu'à douze copulations en huit heures. L'accouplement est typique des félins : le mâle couvre la femelle et lui saisit la peau du cou lors de l'intromission. La femelle se retourne vivement contre le mâle à la fin de la copulation, prête à frapper. En moyenne, l’œstrus dure six jours et se répète tous les trente jours en l'absence de fécondation. La gestation dure de 88  à   95 jours. La grossesse n'est physiquement visible qu'à partir du troisième mois, lorsque le ventre s'arrondit et les mamelles gonflent.
La femelle donne naissance à entre un et quatre ou cinq petits (le plus souvent deux ou trois) probablement dans un nid de feuillage, un arbre creux ou cachés dans la végétation. En captivité, la plupart des naissances ont lieu entre le milieu de la nuit et le petit matin, l'accouchement dure entre une et deux heures et l'intervalle entre chaque naissance est d'environ vingt minutes. Pesant entre 140  et   280 grammes, les jeunes naissent aveugles : les yeux s'ouvrent entre 2  et   11 jours plus tard. La mère maintient la tanière et ses petits propres, jusqu'à ce qu'ils soient capables de le faire seuls. Les premiers pas ont lieu vers vingt jours, les premiers jeux dans les arbres à partir de six semaines. Ils commencent à manger de la viande entre sept et dix semaines et sont sevrés entre 80  et   100 jours. Ils sont capables de tuer un poulet dès 80 jours et s'éloignent du territoire de leur mère vers dix mois. Les données en captivité sont assez rares, car il est parfois nécessaire de retirer les petits à la mère pour les nourrir au biberon, mais en moyenne, la Panthère nébuleuse donne naissance à une portée par an. La maturité sexuelle est atteinte entre 21  et   30 mois.
La longévité dans la nature est inconnue mais elle est estimée à environ onze ans. Le tigre et le léopard sont de plus grands carnivores et sont assez grands pour tuer une Panthère nébuleuse. Il a été observé que les Panthères nébuleuses sont moins nombreuses lorsque ces deux félins sont présents. En captivité, la Panthère nébuleuse vit entre 13  et   15 ans en moyenne ; le record est de 19 ans et 6 mois pour un spécimen du zoo de Philadelphie.

### Parasites
La Panthère nébuleuse, comme les autres mammifères, est porteuse de nombreux parasites internes et externes. Majoritairement à cause de son alimentation, ce félin peut être porteur de vers hépatiques (de type Dicrocoeliidae) et intestinaux (de type Echinostomatidae) mais également de la Douve orientale du poumon (Paragonimus westermani), de cestodes comme Gnathostoma spinigerum ou des espèces du genre Pseudophyllidea ou Cyclophyllidea, du Toxoplasma gondii responsable de la toxoplasmose et de nématodes du genre Mammomonogamus ou Toxocaridae. De très nombreuses espèces de tiques ont également été collectées sur la Panthère nébuleuse comme Amblyomma testudinarium, Haemaphysalis asiatica, Haemaphysalis hystricis, Haemaphysalis semermis, Ixodes granulatus ou Rhipicephalus haemaphysaloides.

## Chorologie

### Habitat
La Panthère nébuleuse est une habitante des forêts primaires tropicales humides d'Asie du Sud-Est. Toutefois, elle se rencontre également dans les forêts secondaires et les forêts tropophiles. Ce félin peut éventuellement être observé dans les mangroves, les prairies ou les fruticées ou encore les forêts de conifères. Cependant, les conclusions des suivis radios en Thaïlande montrent qu'il s'agit d'un félin qui préfère les forêts aux milieux ouverts. Des observations ont été réalisées jusqu'à 2 500 mètres d'altitude, et il possible qu'elle puisse vivre jusqu'à 3 000 mètres d'altitude.
À partir des résultats de pièges photographiques, la densité de population est estimée à environ six individus pour 100 km2 dans le parc national de Khao Yai en Thaïlande à la fin des années 1990.

### Répartition géographique
L'aire de répartition de la Panthère nébuleuse s'étend des contreforts de l'Himalaya au Népal dans toute l'Asie du Sud-Est jusqu'à la Chine. La Panthère nébuleuse se répartit sur les pays suivants : le Bangladesh, le Bhoutan, le Cambodge, l'Inde, le Laos, la Malaisie (péninsule malaise uniquement), le Myanmar, le Népal, la Thaïlande et le Viêt Nam. Elle est localement éteinte à Taïwan, et probablement dans l'ensemble de la Chine. Bien que cette aire de distribution paraisse très étendue, elle est en fait fortement morcelée du fait de la disparition des forêts. L'aire de distribution proposée par l'UICN dans les années 1990 a été modifiée en 2008 afin de rendre compte de la distribution clairsemée des forêts.
En 2009, durant le Sommet pour la conservation de la Panthère nébuleuse et des petits félins (Clouded Leopard and Small Felid Conservation Summit), une carte de « présence confirmée » sur la péninsule indochinoise est réalisée afin d'améliorer la stratégie de conservation de la Panthère nébuleuse.
Historiquement, en Chine, ce félin se rencontrait jusqu'au sud du fleuve Yangzi Jiang. L'intensité de la chasse puis du braconnage lorsque celle-ci fut interdite et enfin la déforestation dans les provinces chinoises ont probablement réduit les populations chinoises de Panthères nébuleuses à leur portion congrue. Ainsi, depuis le milieu des années 1950 jusque dans les années 1980, les populations de la province chinoise de Jiangxi ont décliné de 30 %. Par ailleurs, dans les années 1990, trente à quarante Panthères nébuleuses sont capturées accidentellement chaque année dans des pièges destinés aux daims et aux cochons sauvages, ce qui en fait une menace sérieuse. Très peu d'observations sont rapportées et l'aire de distribution de cette espèce en Chine est très floue. La dernière observation à Taïwan date de 1983 et depuis 1996, l'espèce est considérée comme éteinte sur cette île par la communauté scientifique, ce qui a été officiellement reconnu en mai 2013.
Au Bangladesh, la communauté scientifique estime dans les années 1980 qu'il ne reste qu'un petit nombre de ce félin, probablement confiné dans les forêts de conifères du Chittagong Hill Tracts. Quelques observations ont été rapportées dans le Nord-Est et le Sud-Est du Bangladesh par les populations locales en 2004. En 2011, la présence du félin dans l'aire de conservation de l'Annapurna au Népal est confirmée par des pièges photographiques : les précédentes observations dans ce pays dataient de 1989,.
Au Népal, la Panthère nébuleuse est présente dans l'aire de conservation de l'Annapurna, le parc national de Langtang, le parc national de Shivapuri Nagarjun, le parc national de Chitawan et l'aire de conservation du Kanchenjunga. Il est probable que l'espèce soit présente dans le parc national de Makalu Barun. En dehors des aires protégées, la Panthère nébuleuse est visible dans les districts de Kaski, Sunsari, d'Ilam et peut-être de Kailali et de Mugu.
En 1996, la présence de ce félin est signalée dans la réserve de tigres de Manas et le parc national de Namdapha en Inde, dans le parc national de Khao Yai en Thaïlande, dans le parc national de Nam Bai Cat Tien au Viêt Nam et dans les réserves naturelles du Mont Fanjingshan et des Monts Wuyi en Chine,.

### Statut légal
La population à l'état sauvage, qui a tendance à diminuer, est estimée à moins de 10 000 individus avec aucune sous-population supérieure à 1 000 individus. En conséquence, la Panthère nébuleuse est considérée comme une espèce « vulnérable » par l'Union internationale pour la conservation de la nature (UICN). La chasse est interdite au Bangladesh, en Chine, en Inde, en Indonésie, en Malaisie, au Myanmar, au Népal, en Thaïlande et au Viêt Nam. Cette pratique est régulée au Laos et seul le Bhoutan ne possède pas de réglementation pour ce félin. Depuis 1975, la Panthère nébuleuse est classée en annexe I de la CITES, ce qui interdit le commerce international de tout ou partie de cet animal.

### Menaces pesant sur l'espèce

#### Perte de l'habitat
La menace majeure pesant sur l'espèce est la réduction de son habitat. L'intensité de la déforestation dans les forêts tropicales d'Asie du Sud-Est est l'une des plus fortes du monde selon l'Organisation des Nations unies pour l'alimentation et l'agriculture (FAO). Par exemple, entre les années 1960 et 2000, la couverture forestière thaïlandaise est passée de 53 à 22 %. En Thaïlande, ce félin a également été menacé par un projet de barrage hydroélectrique sur la rivière Kwaï qui devait submerger le sanctuaire de vie sauvage de Thung Yai, la plus grande et la plus riche des forêts vierges de Thaïlande. Le projet a cependant été annulé par le gouvernement en 1988. De même, la création d'infrastructures est un risque émergent au Népal, où de nombreux projets hydroélectriques et routiers menacent l'habitat de ce félin. Outre la perte directe de son habitat, la diminution de la forêt accroit les tensions avec les éleveurs dont le bétail peut être attaqué par la Panthère nébuleuse. Des appâts empoisonnés sont utilisés pour protéger le bétail.

#### Braconnage

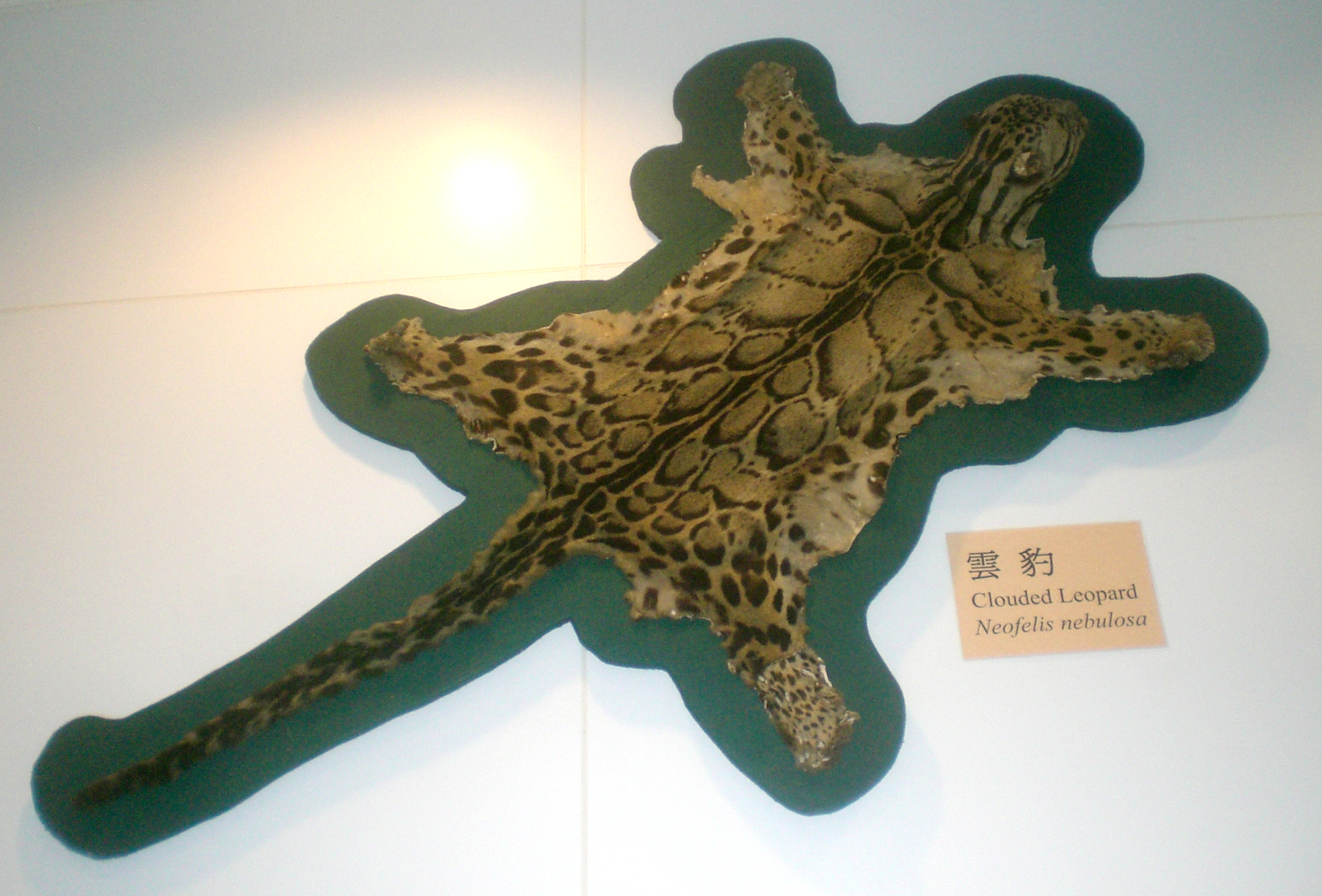
Une peau confisquée aux braconniers détenue au zoo de Hong Kong.

La Panthère nébuleuse est fortement braconnée, de nombreuses parties du corps de ce félin pouvant être revendues. Selon TRAFFIC en 2007, le braconnage est pratiqué à divers degrés de gravité sur l'ensemble des pays de l'aire de répartition de la Panthère nébuleuse, toutefois les marchés locaux de trafic d'animaux sont plus particulièrement signalés au Myanmar, en Indonésie et au Viêt Nam. Selon des données collectées par TRAFFIC entre 2001 et 2010, la Panthère nébuleuse est le troisième félin le plus vendu sur les marchés du Myanmar. Le braconnage est l'une des causes de la disparition de la sous-espèce taïwanaise Neofelis nebulosa brachyura.
Dans de nombreux pays d'Asie et notamment à Taïwan, la possession d'une peau de Panthère nébuleuse est un symbole de statut social. En 1979, une peau se vendait entre 2 000  et   3 000 $ sur les marchés de Bangkok. En 1983, les peaux de Panthère nébuleuse sont vendues ouvertement sur les marchés de Chittagong au Bangladesh pour une valeur de 100 dollars, les spécimens provenaient probablement des pays voisins du Myanmar et de l'Inde. En 1991, la Panthère nébuleuse est la peau de félin la plus commune sur le marché noir du trafic d'animaux du sud-est de l'Asie ; les principaux acheteurs sont taïwanais. Dans les années 1990, les peaux de Panthère nébuleuse se trouvaient également sur les marchés urbains du Cambodge, du Laos, du Myanmar (notamment dans la ville frontalière de Tachileik,), du Népal sur les marchés de Katmandou, de Thaïlande et du Viêt Nam.
Par ailleurs, les os, les dents et les griffes sont utilisés dans la médecine traditionnelle en tant que substitut à ceux du tigre ; en Chine, les parties du corps de la Panthère nébuleuse sont même vendues ouvertement. Dans les années 1990, des restaurants thaïlandais et chinois à destination de la riche clientèle asiatique ont proposé de la Panthère nébuleuse au menu. Les animaux vivants peuvent également être utilisés comme des animaux de compagnie.

Nombre de peaux et de crânes de Panthère nébuleuse sur les marchés de Tachileik au Myanmar entre 1992 et 2006 selon TRAFFIC[43].
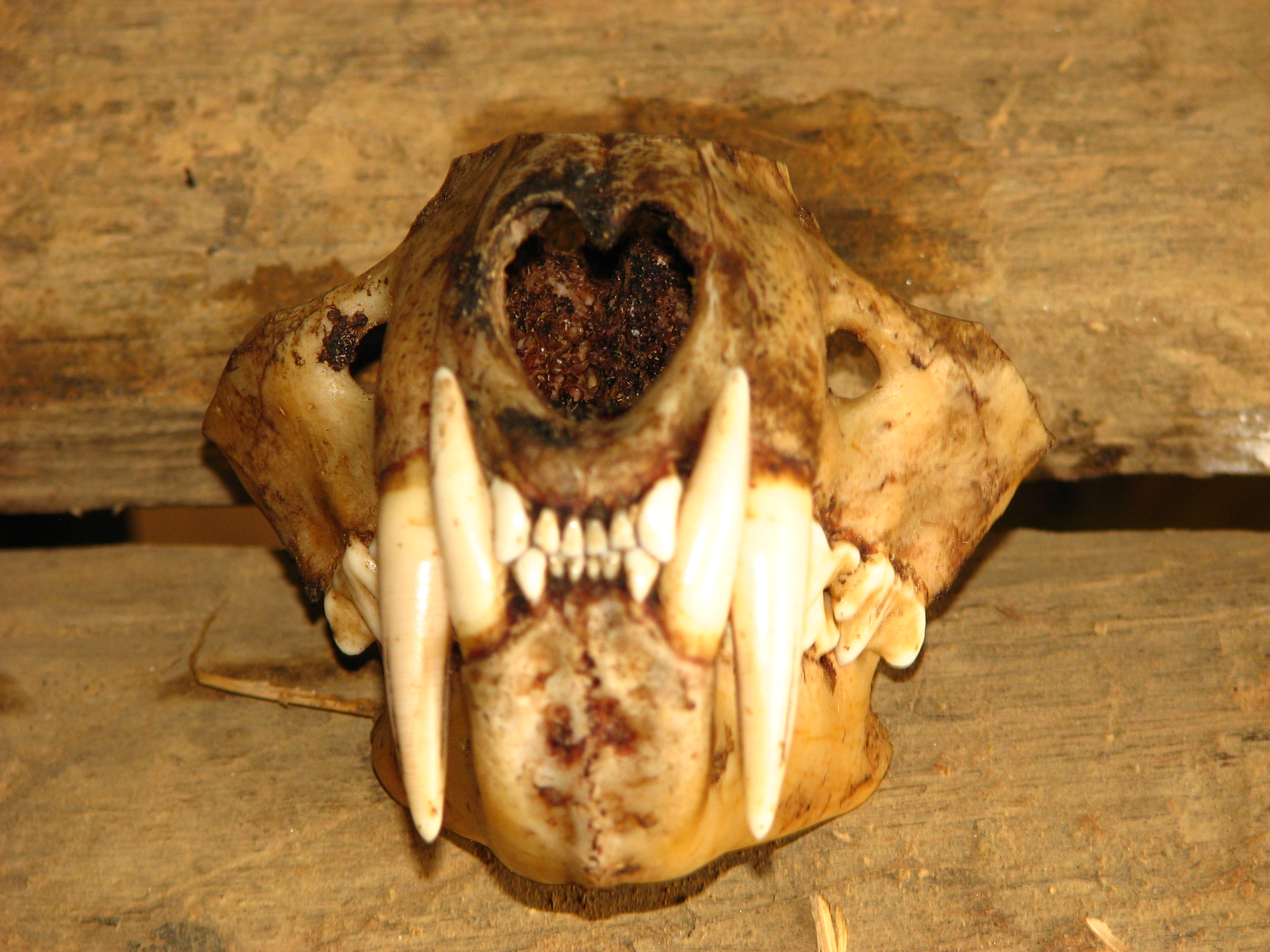
Morceau de crâne de Panthère nébuleuse pris à Sango.

### Élevage conservatoire

#### Présence en captivité

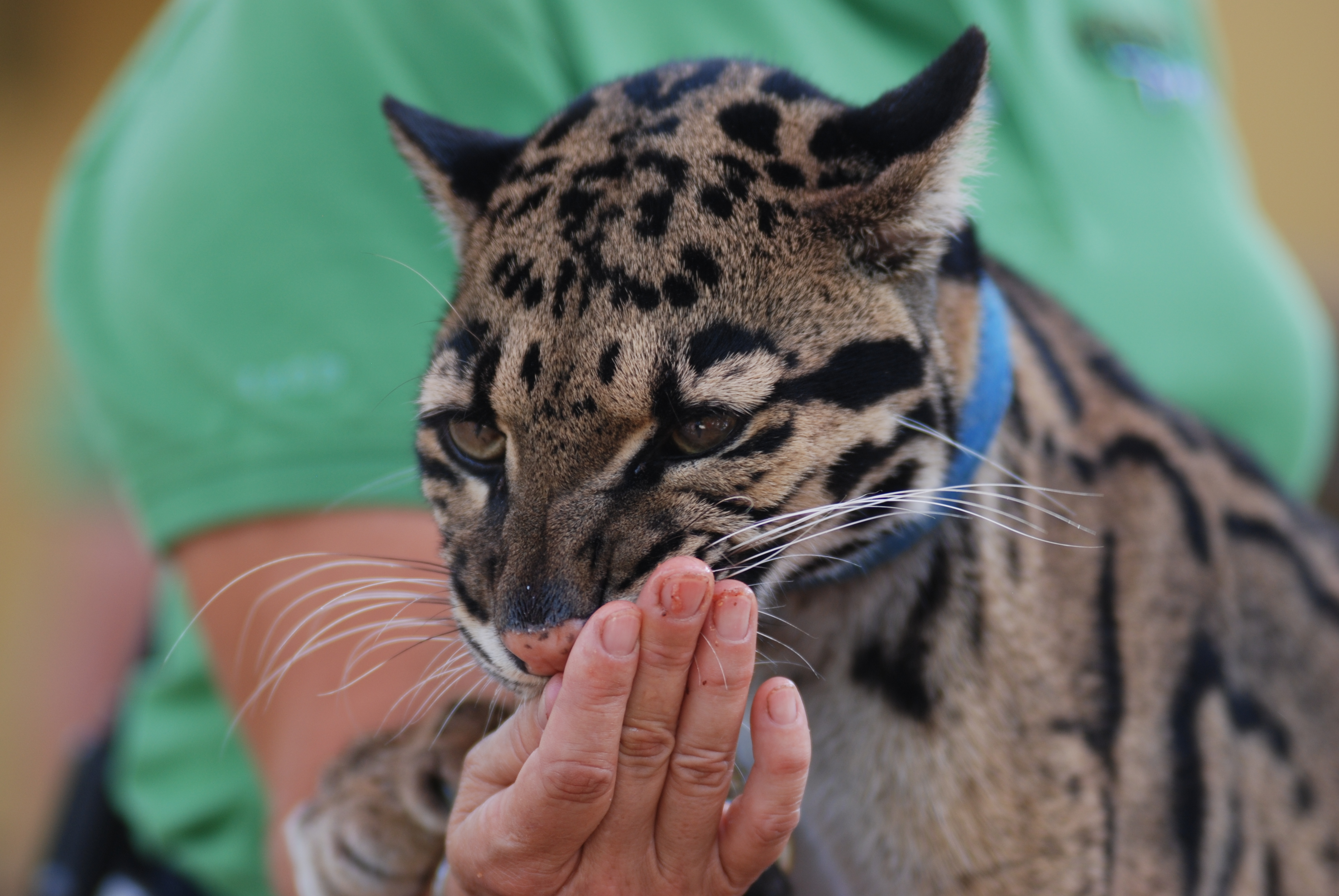
La Panthère nébuleuse est un félin facile à apprivoiser. Ici, présentation d'une Panthère nébuleuse munie d'un collier et nourrie à la main au zoo de San Diego.

Le studbook international est établi en 1973 sous l'égide de l'association mondiale des zoos et des aquariums (WAZA). La Panthère nébuleuse est par ailleurs l'objet d'un programme européen pour les espèces menacées (EEP) géré par le Cat Survival Trust et d'un programme américain pour les espèces menacées (SSP) géré par le Central Florida Zoo and Botanical Gardens. La spécialisation de la Panthère nébuleuse pour l'escalade en fait un bon sujet pour l'éducation environnementale et un ambassadeur des menaces pesant sur l'écosystème forestier. En 1986, 224 Panthères nébuleuses sont enregistrées pour le programme SSP dans 79 institutions différentes. Le studbook international décompte environ trois cents individus en 1994 et 208 individus en 1999 dans 67 institutions à travers le monde. En 2011, la population captive se compose de 277 individus répartis dans 75 institutions différentes.
Au milieu des années 1990, le SSP préconise de favoriser la reproduction de seize individus dont la lignée est peu utilisée afin d'améliorer le patrimoine génétique des populations captives. Ces recommandations ont cependant pour effet de faire chuter le nombre de naissances, et dès 1998, il devient urgent d'augmenter la population nord-américaine vieillissante. En conséquence, les nouvelles directives du SSP demandent de faire reproduire tous les couples compatibles : l'objectif est de onze naissances par an. Par ailleurs, en 1998, les populations gérées par le SSP deviennent une « population de recherche », ce qui signifie que de nombreux efforts en recherche fondamentale sont réalisés afin d'en apprendre plus sur le comportement du félin, et d'améliorer la gestion des populations et de trouver des solutions de procréation médicalement assistée.
Les populations nord-américaines sont considérées comme âgées, et malgré un léger rebond, de faible démographie. En 2011, 69 individus sont détenus dans 24 établissements différents, mais seuls dix couples sont recommandés à la reproduction. Par ailleurs, la majorité des spécimens ont les mêmes trois ancêtres fondateurs et le maintien de la diversité génétique est un autre défi. En 2011, des échanges entre le parc zoologique national de Washington et le zoo de Howletts au Royaume-Uni ainsi qu'avec le zoo de Chonburi en Thaïlande ont permis d'apporter des lignées totalement distinctes. Toutefois, pour remplir les objectifs fixés par le programme d'élevage, il sera nécessaire d'importer au moins sept nouveaux individus.
| Indicateurs                        | Valeurs en 2011 | Objectifs SSP |
| ---------------------------------- | --------------- | ------------- |
| Population totale                  | 69              | 100           |
| Diversité génétique                | 89,6 %          | 93,0 %        |
| Nombre de fondateurs équivalent    | 4,81            | 7,19          |
| Coefficient moyen de consanguinité | 0,082           |               |

#### Un félin difficile à faire reproduire
La Panthère nébuleuse est un félin considéré comme joueur et de bon caractère par les gardiens de zoos, facile à apprivoiser. C'est toutefois l'un des félins les plus difficiles à faire reproduire, les couples ayant un comportement agressif l'un envers l'autre. Il arrive notamment que le mâle tue la femelle durant la phase d'accouplement : lors de la morsure dans le cou, ses canines peuvent transpercer la colonne vertébrale ou le cou. Afin d'accroître les chances de reproduction, il est nécessaire de trouver un couple compatible. La méthode la plus efficace pour former un couple reproducteur est d'élever le mâle et la femelle ensemble dès leur plus jeune âge (avant leur première année, de préférence entre quatre et six mois).
La femelle est généralement séparée du mâle deux à quatre semaines avant la fin du terme. Elle se montre nerveuse, arrête de manger et reste longtemps dans sa tanière : il est alors important de ne pas la déranger, et de nombreux zoos installent des caméras à l'intérieur du nid pour pouvoir surveiller l'accouchement. En captivité, la Panthère nébuleuse est considérée comme une mauvaise mère et les abandons ou un comportement agressif envers les petits sont fréquents. De nombreux zoos préfèrent nourrir les petits au biberon systématiquement plutôt que de surveiller le comportement de la mère ; par ailleurs, les jeunes élevés au biberon sont proches de l'homme et deviennent de meilleurs animaux d'exposition.
Comme les chats domestiques, les petits de la Panthère nébuleuse sont très vulnérables, aveugles, sans dent, incapables de se déplacer, d'uriner ou de déféquer. La régulation de la température est également mal maîtrisée. L'équipe du zoo doit donc activer le métabolisme du chaton en le massant avec une serviette humide et chaude, pour reproduire l'action de la mère qui lèche ses petits. Les jeunes sont ensuite placés dans une couveuse dans la nurserie. La première semaine, le nourrissage au biberon est réalisé toutes les trois heures. Il faut apprendre aux nouveau-nés à boire au biberon, puis à nouveau masser le corps du chaton pour activer la digestion. Le poids et la température sont notés chaque jour, pour suivre la croissance. La fréquence des tétées est réduite au fur et à mesure de la croissance, tandis que le volume des biberons est augmenté. Les jeunes tètent entre 10 et 20 % de leur masse corporelle chaque jour. À l'âge d'un mois, l'équipe donne quatre biberons par jour et commence à rajouter de la nourriture pour bébé à la dinde dans le lait. La proportion de dinde est augmentée graduellement pour que les jeunes s'habituent à la viande. La nourriture solide est donnée à partir de six semaines et la nourriture lactée est réduite à un biberon par jour jusqu'au sevrage à l'âge de trois mois.
Le zoo de Howletts à Londres et le Rare feline breeding center en Floride s'illustrent par leur réussite à faire reproduire des Panthères nébuleuses. Toutefois, en moyenne, moins de 20 % des femelles adultes se reproduisent avec succès selon le studbook international.

#### Équipement requis

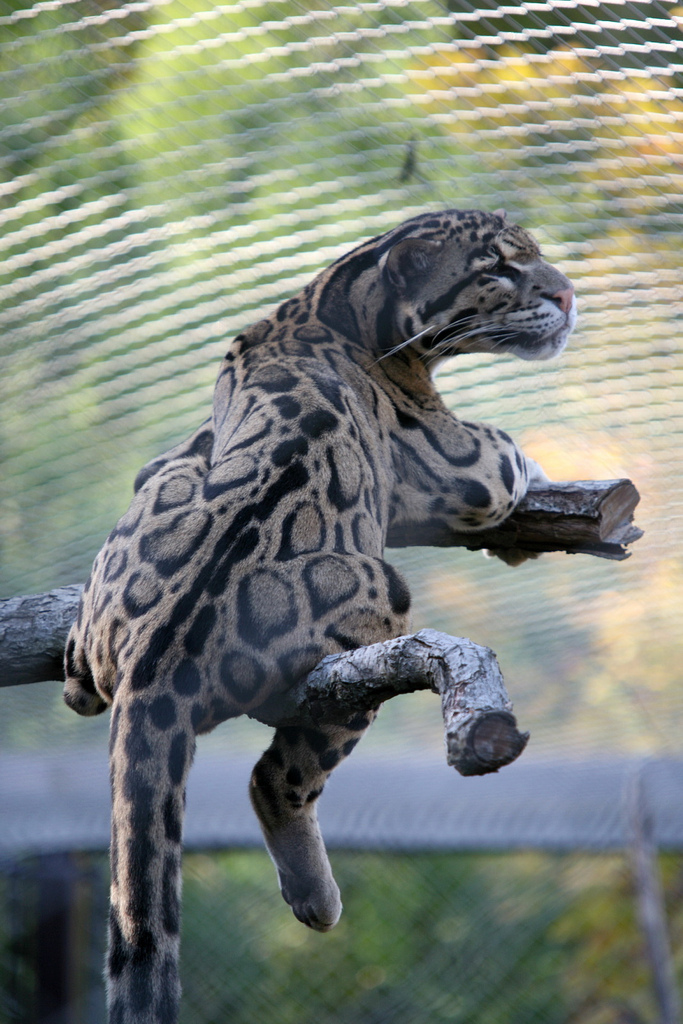
Une Panthère nébuleuse au parc zoologique national de Washington dans l’Asia Trail.

En Suisse, l'équipement minimum pour accueillir deux Panthères nébuleuses est un enclos intérieur d'au moins 20 m2 (50 m3) et un enclos extérieur d'au moins 30 m2 (75 m3). L'espace doit contenir des éléments lui permettant de grimper, des cachettes pour s'isoler des visiteurs, des postes de repos en hauteur, des tanières individuelles d'une surface d'au moins 1,5 m2.
Un exemple d'enclos de Panthère nébuleuse récent est donné dans la base Zoolex, mise en place en collaboration avec l'association mondiale des zoos et des aquariums : il s'agit de l’Asia Trail du parc zoologique national de Washington. Construit en 2006, sept espèces asiatiques dont la Panthère nébuleuse y sont exposées. Ce félin n'avait plus été montré au zoo de Washington depuis 1980 et 53 millions de dollars ont été dépensés afin de construire cet espace.
Afin de faciliter l'observation de la Panthère nébuleuse, un arbre artificiel dont les branches sont chauffées électriquement permet aux félins de se prélasser été comme hiver en offrant une belle vue aux visiteurs. Afin de réduire le stress, l'enclos de la Panthère nébuleuse est arboré de grands arbres. Les félins sont retirés dans la soirée pour être nourris et nettoyer l'enclos. Ils sont entraînés à répondre à un son de rappel, qui facilite le déplacement des félins dans l'enclos. Les panneaux pédagogiques ont été élaborés de façon à être engageants et amusants, bien illustrés. Ils mettent en avant les six espèces exposées ainsi que les efforts de recherche et de protection réalisés par le zoo. En face de l'enclos, un assemblage de branches fines vise à amuser les enfants et à les mettre au défi de rivaliser avec les performances de grimpeur du félin.

## Taxonomie

### Petit ou grand félin?
- Pantherinae
  - Neofelis
    - Neofelis nebulosa - Panthère nébuleuse
    - Neofelis diardi

  - Panthera
    - Panthera uncia - Léopard des neiges
    - ?
      - Panthera leo - Lion
      - Panthera onca - Jaguar
      - Panthera pardus - Léopard
      - Panthera tigris - Tigre

La classification de la Panthère nébuleuse au sein des félins est très débattue puisqu'elle partage des critères anatomiques et comportementaux des petits félins (Felinae) et des grands félins (Pantherinae). Au niveau postural, la Panthère nébuleuse étire sa queue derrière elle et garde les pattes antérieures à l'avant du corps lorsqu'elle se couche, ce qui est une posture de grand félin,. Toutefois, son os hyoïde est totalement ossifié et elle ne peut rugir et peut probablement ronronner, ce qui est une caractéristique des petits félins.
La majorité des taxonomistes classent la Panthère nébuleuse comme un Pantherinae au sein du genre Neofelis,. Dans les années 1980 à 1990, Neofelis a pu être considéré comme un sous-genre des Panthera ou encore inclure d'autres félins comme le tigre (Panthera tigris) (basé sur la proximité du répertoire vocal de ces deux félins) ou le Chat marbré (Pardofelis marmorata) (basé sur la ressemblance du pelage de ces deux félins).
Des travaux effectués sur l'ADN en 2006 et 2007, effectués sur les chromosomes sexuels et l'ADN mitochondrial de toutes les espèces de félins, conjugués à des recherches paléontologiques, ont révélé que l'ancêtre commun des espèces actuelles est un félidé du genre Pseudaelurus, qui vivait sur le continent asiatique il y a 9  à   20 millions d'années. La lignée des panthères, regroupant les genres Neofelis et Panthera, est la première à diverger, il y a environ 10,8 millions d'années. À leur tour, la Panthère nébuleuse et Neofelis diardi sont les premières espèces à se différencier de l'ancêtre commun des panthères il y a 6,4 millions d'années entre le Miocène et le Pliocène. Au niveau fossile, des ossements d'une Panthère nébuleuse datés du Quaternaire (Pléistocène) ont été retrouvés dans la grotte Huanglong en Chine.

### Neofelis diardi, une nouvelle espèce

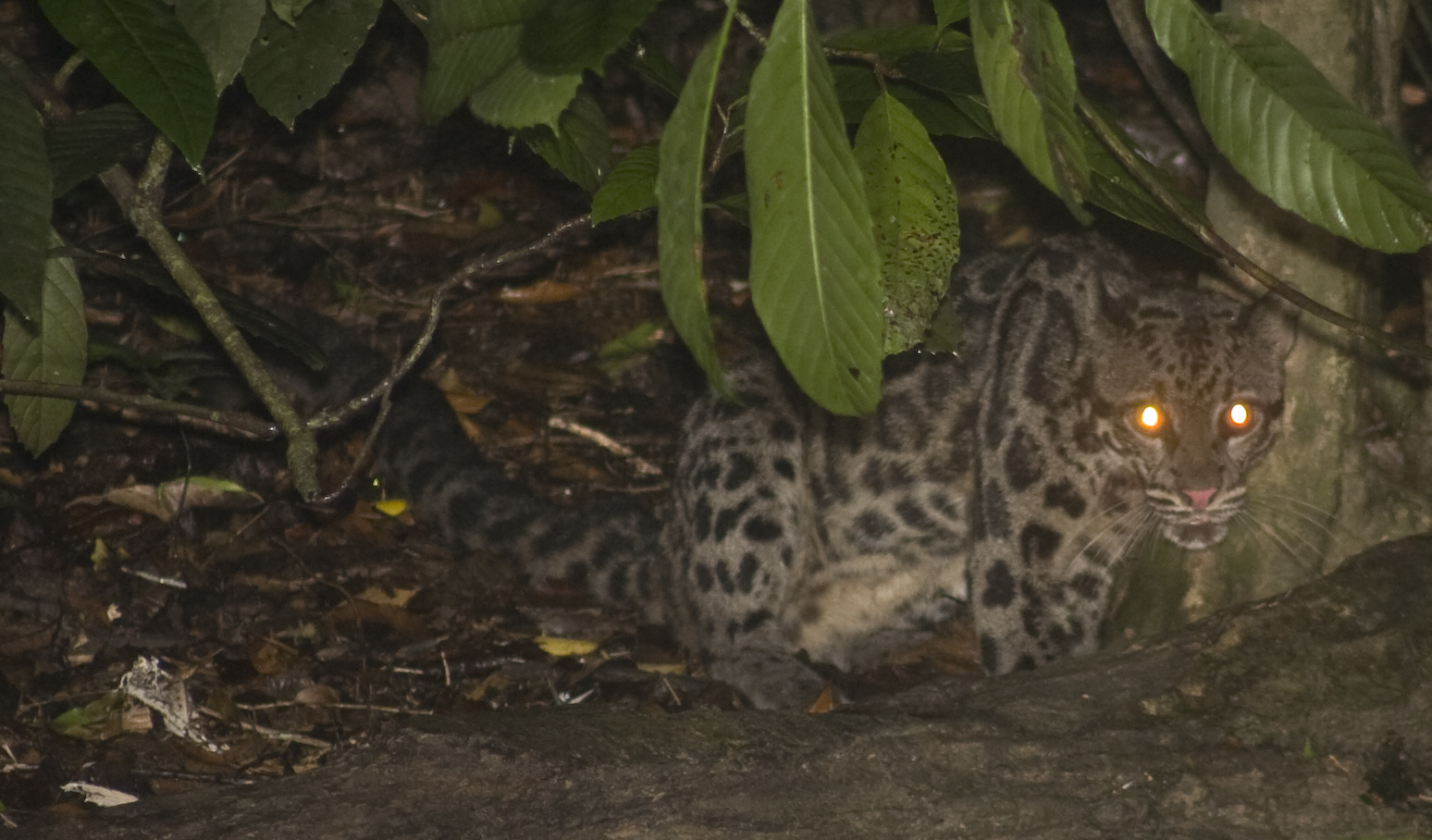
Neofelis diardi près de la rivière Kinabatangan, à Sabah.

La Panthère nébuleuse était considérée comme l'unique membre de Neofelis  jusqu'au milieu des années 2000. Des analyses génétiques ont alors été réalisées sur de l'ADN mitochondrial et des microsatellites de 109 Panthères nébuleuses. Cette étude, publiée en 2006, a démontré que les individus continentaux et ceux de la sous-espèce Neofelis nebulosa diardi forment en réalité deux espèces différentes, l'éloignement génétique étant comparable à celui mesuré entre les différentes espèces du genre Panthera. En conséquence, la sous-espèce de Bornéo a été élevée au rang d'espèce : Neofelis diardi. Toujours en 2006, l'analyse morphométrique du dessin du pelage de 57 spécimens montre deux groupes morphologiques différents, Neofelis diardi ayant des taches plus petites et nombreuses, proches des rosettes.
Neofelis diardi se répartit sur les îles de Bornéo et de Sumatra. La Panthère nébuleuse et Neofelis diardi ont commencé à diverger il y a 1  à   1,5 million d'années durant le Pléistocène, lorsque le plateau continental de Sunda a régulièrement été immergé du fait de l'élévation du niveau de la mer, isolant les populations présentes sur les îles de Bornéo et Sumatra. Par ailleurs, même lorsque l'archipel a été connecté au continent, la présence d'un ancien système de rivières à Bornéo a pu bloquer les échanges de populations.
La division en deux espèces différentes aurait pu avoir des conséquences néfastes sur l'élevage en captivité. Des croisements fortuits avec Neofelis diardi introduiraient des hybrides et pollueraient le bassin génétique des populations captives. Toutefois, tous les félins détenus dans les zoos occidentaux descendent de spécimens sauvages « continentaux », sans doute de Chine et du sud-est de l'Asie. Quelques animaux du nord de Bornéo ont été introduits dans les parcs zoologiques de Malaisie et de Singapour, tout comme des sujets vietnamiens ont été transférés dans un zoo de Java, mais aucun indice ne permet de prouver que ces individus ont pu s'introduire dans le bassin génétique de l'espèce.

### Les sous-espèces

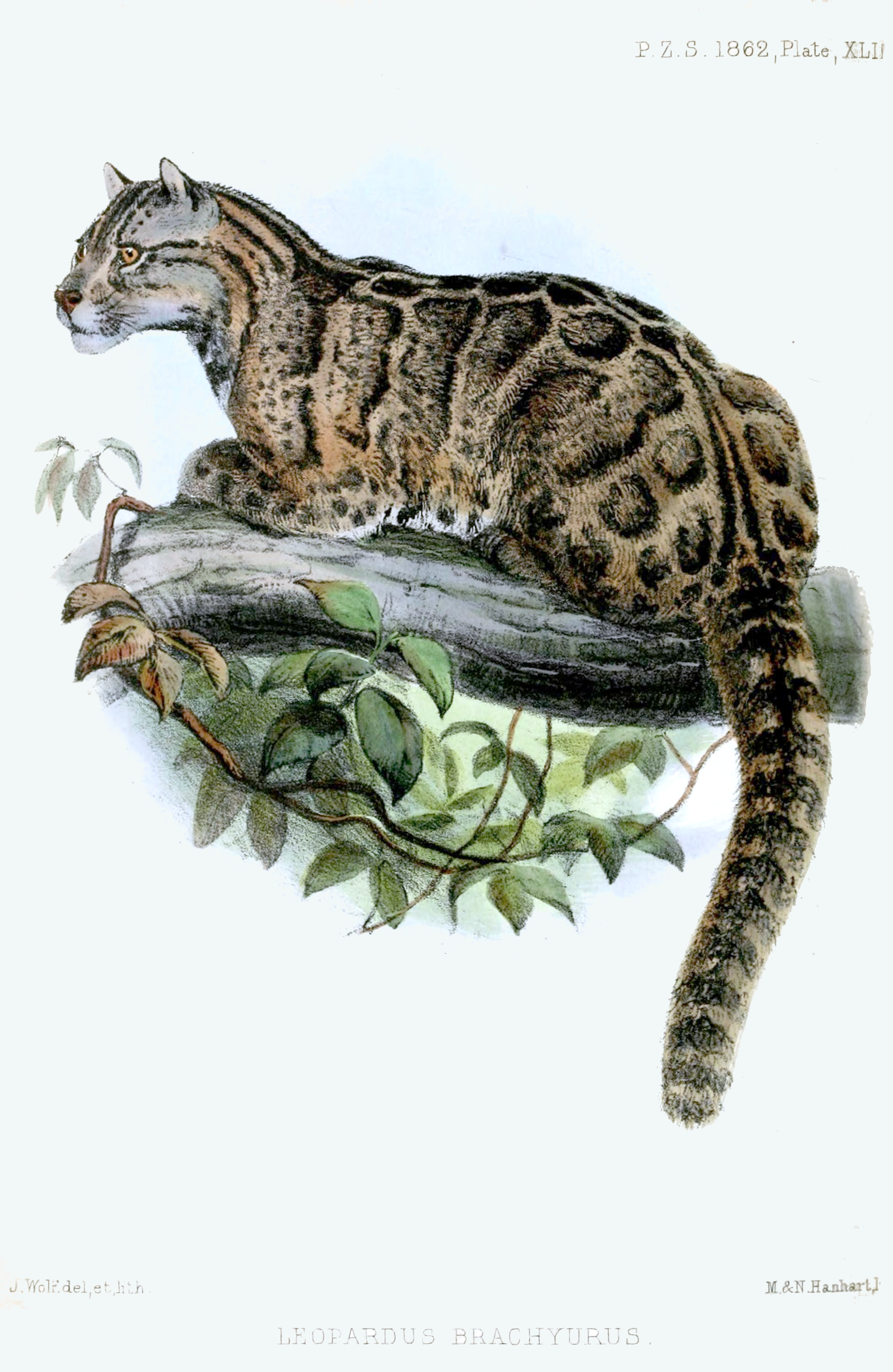
Panthère nébuleuse de Taïwan (Neofelis nebulosa brachyura). Illustration de Joseph Wolf pour la Société zoologique de Londres.

Avec la « disparition » de Neofelis nebulosa diardi, trois sous-espèces de Panthère nébuleuse sont reconnues. Elles reposent sur des divisions géographiques, et sont basées sur des holotypes uniques et parfois mal identifiés. Les premières conclusions des études génétiques de 2006 montrent que ces sous-espèces ne sont pas suffisamment différenciées pour être valides, ce qui a des conséquences importantes pour la sauvegarde de l'espèce. En effet, l'absence ou un plus faible nombre de sous-espèces permet plus de flexibilité pour les actions de sauvegarde, en simplifiant par exemple les possibilités de réintroductions.
Les trois sous-espèces historiques sont les suivantes :
- Neofelis nebulosa nebulosa (Griffith, 1821)[59], du sud de la Chine à la Malaisie[17]. Bien que la première mention de la Panthère nébuleuse soit réalisée par Raffles sous le nom de « Rimau-Dahan », la description initiale de Felis nebulosa est réalisée par Griffith à partir d'un spécimen vivant, probablement capturé dans le Sud de la Chine près de Canton et détenu dans l’Exeter Change à Londres. Un peu plus tard, Matschie décrit Felis (Neofelis) melli à partir d'un autre spécimen venant de Canton et qui est donc considéré comme un synonyme de Felis (Neofelis) nebulosa[4].
- Neofelis nebulosa brachyura (Swinhoe, 1862)[60], la Panthère nébuleuse de Taïwan qui se trouvait sur l'île de Taïwan et est éteinte[17]. Cette sous-espèce est décrite pour la première fois sous la dénomination Leopardus brachyurus. L'holotype est un spécimen venant de Taïwan, possédant une queue plus courte[4]. Toutefois cette caractéristique n'est pas considérée comme fiable et des examens ultérieurs conduisent vers l'hypothèse que cet holotype est probablement incomplet (queue écourtée lors du transport par exemple). S'il s'avère que cette sous-espèce est invalide, cela offre aux autorités taïwanaises la possibilité de réintroduire sur leur territoire des Panthères nébuleuses prélevées en Chine par exemple[19].
- Neofelis nebulosa macrosceloides (Hodgson, 1853)[61], dont l'aire de répartition s'étend du Népal au Myanmar[17]. Cette sous-espèce est d'abord mal orthographiée en Felis macroselloides à partir d'un spécimen venant du Népal. En dehors du nom, aucune description n'a jamais été reportée[4]. Les analyses génétiques et morphométriques de 2006 ne donnent aucune preuve tangible de l'existence de cette sous-espèce[19].

## Dans la culture

### Folklore

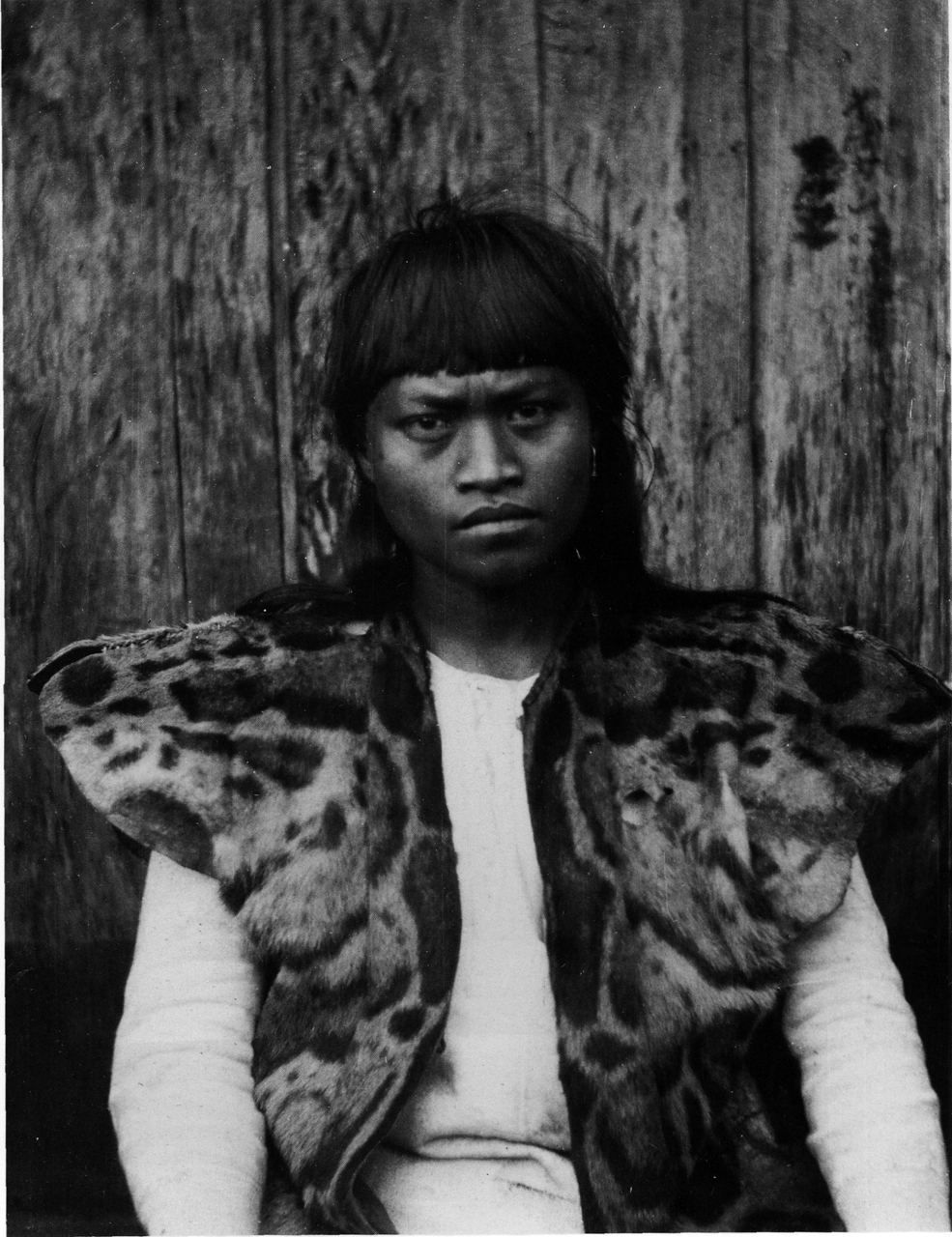
Aborigène de Taïwan avec une veste en Panthère nébuleuse.

En raison des capacités de grimpeur de ce félin, il est surnommé « Tigre des arbres » par les Malais. Une légende des chasseurs Karens du Myanmar dit que la Panthère nébuleuse qui chasse au sol se camoufle avec des branchages qu'elle pousse devant elle,.
La Panthère nébuleuse est un animal symbolique important dans la culture des Aborigènes de Taïwan. Les peaux servaient à fabriquer des habits de cérémonie. Le chasseur étant capable de tuer ce félin est alors considéré comme un héros. Avec la conversion au christianisme, cette importance s'est amoindrie, cependant posséder une peau de Panthère nébuleuse reste un attribut de pouvoir et montre un certain statut social.
Pour le peuple aborigène Rukai, chasser la Panthère nébuleuse est au contraire tabou. La tradition orale en fait un animal psychopompe, qui accompagne et dirige leurs ancêtres décédés ; tuer ce félin attire le malheur non seulement sur le chasseur, mais également sur tous les membres de la tribu.

### Programmes éducatifs
Afin de sensibiliser les jeunes Thaïlandais à la protection de la nature, à l'action négative du braconnage et à l'utilité des carnivores dans l'écosystème, deux programmes éducatifs soutenus entre autres donateurs par le zoo de Point Defiance et le Clouded Leopard Project sont conduits depuis 2004 et 2011, respectivement dans les écoles de la région du parc national de Khao Yai et dans le complexe forestier de Dong Phayayen-Khao Yai où le braconnage est élevé,. Un programme éducatif similaire à destination des villages pauvres autour du parc national de Tam Dao au Viêt Nam est mis en œuvre par l’Education for Nature-Vietnam.

### Efforts de recherche
Les efforts de recherche sur la Panthère nébuleuse se basent à la fois sur l'étude des individus captifs et sur les individus sauvages et leurs interactions dans l'écosystème. Ces recherches sont menées afin d'augmenter nos connaissances sur ce félin et de mieux comprendre son comportement mais également pour mettre en place des programmes de sauvegarde de l'espèce adaptés. En 2009, un Sommet pour la conservation de la Panthère nébuleuse et des petits félins (Clouded Leopard and Small Felid Conservation Summit) a permis de réunir de nombreux acteurs de la conservation des félins (agences gouvernementales, chercheurs, zoos, etc.) afin d'améliorer les stratégies de protection des félins de l'Asie du Sud-Est.

#### Dans les parcs zoologiques

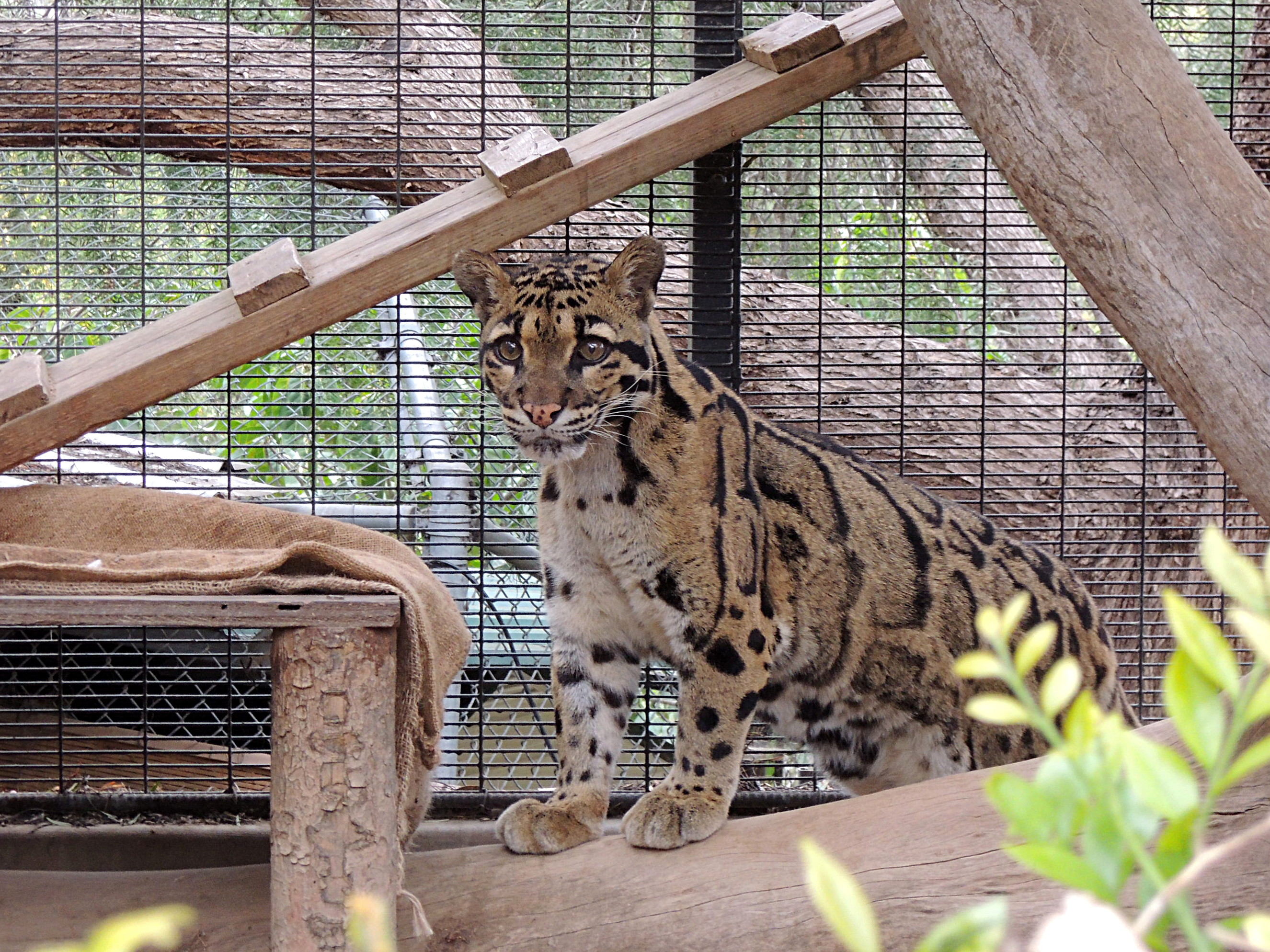
Dans les zoos d'Amérique du Nord, la Panthère nébuleuse fait l'objet de nombreuses études sur la reproduction. Ici, un sujet au zoo de San Diego.

Les projets de recherches nord-américains dans les espaces zoologiques sont basés sur la compréhension du comportement du félin captif, la création de techniques de procréation médicalement assistée et l'amélioration de la collecte des informations in situ. Le point le plus étudié est axé sur la compréhension de l’agressivité du mâle envers la femelle et la recherche de procédures efficaces de mise en contact du mâle et de la femelle ou le test de traitements pharmaceutiques (régulation du taux de testostérone, utilisation de psychotropes, etc.),,. Des recherches sont également menées sur la procréation médicalement assistée et notamment sur la fécondation in vitro. Enfin, les analyses ADN s'améliorent et des études sur des logiciels de reconnaissance de la robe et l'utilisation d'appâts sont menées afin de fournir des outils plus performants à la recherche in situ.

#### In situ
La recherche in situ est rendue difficile par la nature discrète de la Panthère nébuleuse, par sa population faible et dispersée et par les difficultés d'accès et d'études inhérentes à son habitat chaud et humide. Les méthodes employées dans la nature sont très diverses : capture d'individus pour prélèvements et utilisation de colliers émetteurs, étude des empreintes, analyses fécales ou piège photographique. Les recherches sont rarement axées uniquement sur la Panthère nébuleuse, mais incluent d'autres félins ou carnivores présents sur l'aire d'étude.
En Thaïlande, les zones d'études privilégiées sont situées dans la réserve faunique de Phu Khieo et le parc national de Khao Yai. Toutefois, un atelier de recherche de l'université Kasetsart évalue la biodiversité de l'ensemble des réserves thaïlandaises depuis 2009 essentiellement au moyen de pièges photographiques, ce qui a permis de recueillir des données sur la Panthère nébuleuse, mais également de nombreux autres petits carnivores,. Une évaluation des populations des petits félins dont la Panthère nébuleuse est menée de 2009 à 2012 dans l'Assam en Inde. En 2011, une étude similaire est réalisée au Népal dans l'aire de conservation de l'Annapurna afin d'en évaluer la biodiversité,.
De nombreux pièges photographiques ont été déployés entre 2000 et 2004 pour tenter d'obtenir des données sur la Panthère nébuleuse de Taïwan. Cette étude a conclu sur l'extinction de cette population. Cependant, les analyses génétiques montrent que cette population n'est pas suffisamment éloignée de la Panthère nébuleuse « continentale », ce qui invalide la sous-espèce. Les recherches s'orientent donc à présent sur les possibilités de réintroduction du félin sur l'île.

### Philatélie
La Panthère nébuleuse est représentée sur des timbres, des marques postales ou des enveloppes, notamment sur des séries représentant des félins sauvages où des animaux protégés ou en danger d'extinction. Taïwan a dédié un timbre à la Panthère nébuleuse de Taïwan en 1992, puis une enveloppe et un tampon postal disponibles uniquement le 8 mars 2008 lors de l'exposition philatélique internationale d'Asie.

En 2005, la Guinée-Bissau sort une série sur les félins africains, dont l'un des timbres représente un léopard identifié avec le nom scientifique de la Panthère nébuleuse,. Le 6 avril 2013, l'Indonésie et le Mexique sortent un timbre commun pour fêter soixante ans de relations diplomatiques entre les deux pays. La Panthère nébuleuse représente l'Indonésie tandis que le jaguar représente le Mexique.

Quelques timbres-poste avec des panthères nébuleuses
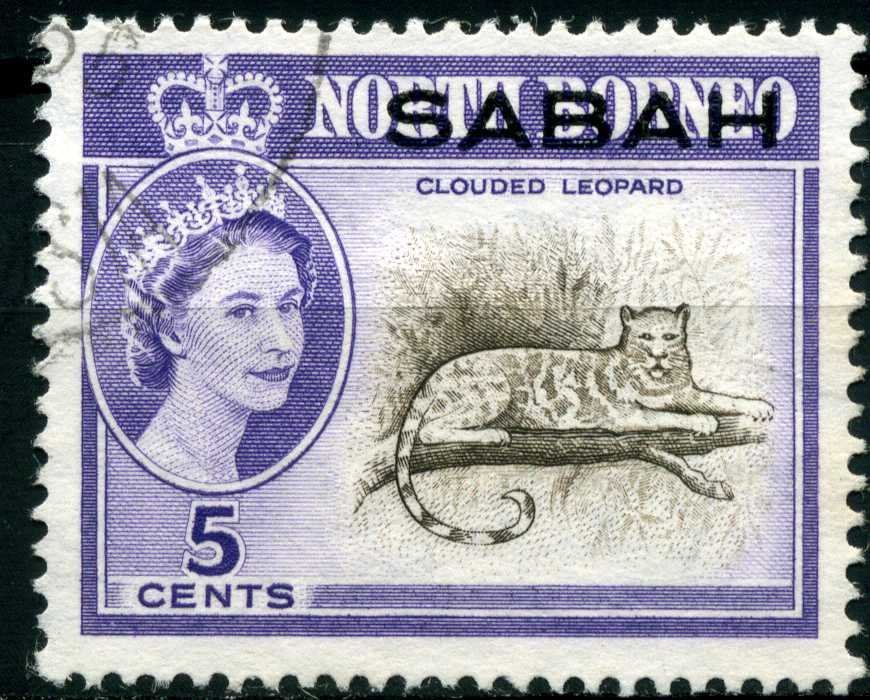
Angleterre, North Borneo, Sabah, 1964
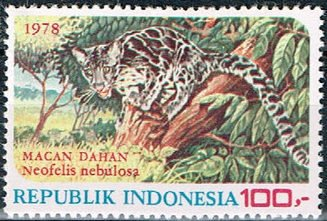
Indonésie, 1978
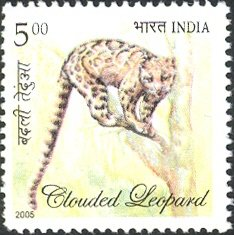
Inde, 2005
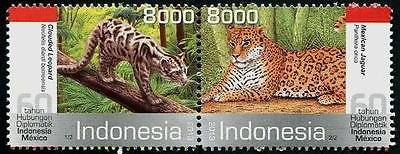
Indonésie, 2013, timbre avec Panthère nébuleuse et Jaguar

| Pays                             | Année       | Série                                               | Produit philatélique                                                                                  |
| -------------------------------- | ----------- | --------------------------------------------------- | --- |
| Bénin                            | 1996        | Félins sauvages                                     | Un timbre sur les sept réalisés et un bloc.                                                           |
| Bhoutan                          | 1990        | Mammifères en danger                                | Un timbre, un bloc et une enveloppe Premier jour.                                                     |
| Bornéo du Nord                   | 1961        | ?                                                   | Un timbre.                                                                                            |
| Îles Marshall                    | 2008        | Félins majestueux                                   | Un timbre sur une série de douze.                                                                     |
| Guinée                           | 2001        | Animaux sauvages et organisations internationales   | Un timbre sur les douze édités, un bloc.                                                              |
| Guinée                           | 2008        | Grands félins                                       | Un timbre.                                                                                            |
| Guinée-Bissau                    | 1984        | Félins sauvages                                     | Un timbre sur les sept édités.                                                                        |
| Inde                             | 2005        | Faune et flore du nord de l'Inde                    | Un timbre sur une série de quatre.                                                                    |
| Indonésie                        | 2013        | 60 ans de relations diplomatiques Mexique-Indonésie | Un timbre sur deux.                                                                                   |
| Laos                             | 1981        | Félins sauvages                                     | Un timbre sur une série de six.                                                                       |
| Liberia                          | 1999        | Félins sauvages                                     | Un timbre sur les quatorze édités et un bloc.                                                         |
| Malaisie                         | 1995        | ?                                                   | Un timbre.                                                                                            |
| Mexique                          | 2013        | 60 ans de relations diplomatiques Indonésie-Mexique | Un timbre sur deux.                                                                                   |
| République démocratique du Congo | 2000        | Félins sauvages                                     | Un timbre sur une série de treize.                                                                    |
| Singapour                        | 2003        | Animaux nocturnes                                   | Un timbre.                                                                                            |
| Taïwan                           | 1992        | Animaux en danger d'extinction à Taïwan             | Un timbre représentant la Panthère nébuleuse de Taïwan sur quatre édités, une enveloppe premier jour. |
| Taïwan                           | 8 mars 2008 | Exposition philatélique internationale d'Asie       | Une marque postale et une enveloppe.                                                                  |
| Thaïlande                        | 1975        | Animaux protégés                                    | Un timbre.                                                                                            |
| Viêt Nam                         | 1967        | ?                                                   | Un timbre.                                                                                            |
| Viêt Nam                         | 1984        | Espèces protégées                                   | Un timbre et un timbre non perforé.                                                                   |
| Viêt Nam                         | 1993        | Animaux rares                                       | Un timbre et un timbre non perforé.                                                                   |
| Viêt Nam                         | 2006        | Parc national de Ben En                             | Un timbre sur quatre édités.                                                                          |

## Annexes

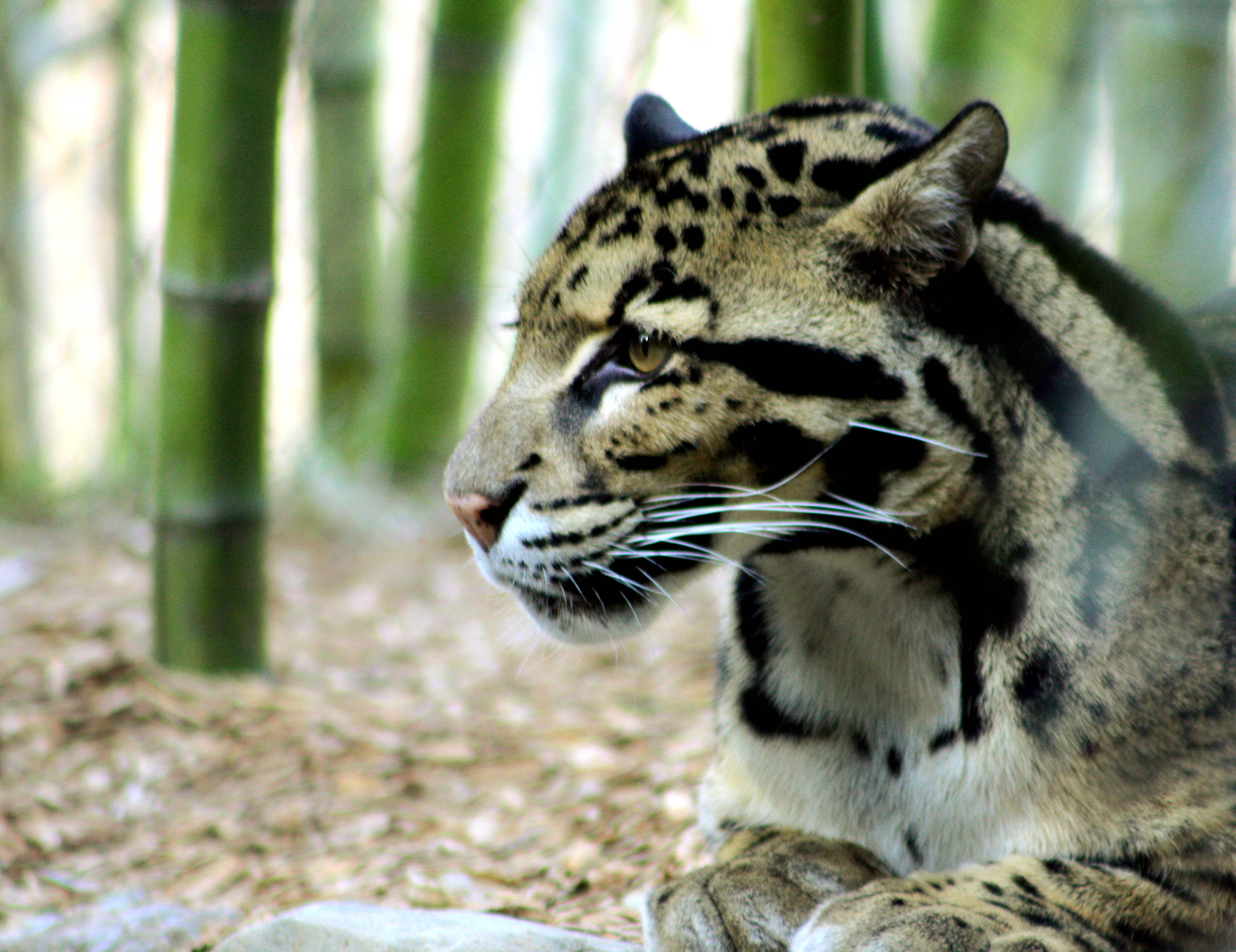
Une Panthère nébuleuse au zoo de Nashville.